# Gouarec
Gouarec [gwaʁɛk] est une commune française, chef-lieu de canton du département des Côtes-d'Armor en région Bretagne. Elle est située en partie orientale de la Cornouaille. La commune est en plein cœur de l'Argoat. Gouarec est située dans une vallée verdoyante au fond de laquelle coule le canal de Nantes à Brest. Elle présente des maisons typiques et un environnement presque médiéval.
Ses habitants sont les Gouarécains et les Gouarécaines.

## Géographie

### Localisation
Gouarec se trouve à vol d'oiseau à 10 km à l'est de Rostrenen, à 23 km au nord-ouest de Pontivy et à 37 km au sud de Guingamp. Gouarec se trouve aux confins du Vannetais, de la Cornouaille, du Trégor de du Goëlo (évêché de Saint Brieuc). La future commune faisait autrefois partie de l'évêché de Vannes du fait quelle était une trève de la paroisse de Plouguernével. Gouarec fait partie du territoire breton traditionnel du pays Fañch. Gouarec est la commune qui se trouve la plus au sud de la zone de Dañs plinn, une gavotte propre à ce pays. Dans la tradition cette ronde avait pour but d'aplanir les aires à battre avant les périodes de moisson.
|               | Sainte-Tréphine |                      |
| Plouguernével | Gouarec         | Bon Repos sur Blavet |
|               | Plélauff        |                      |

### Relief et hydrographie
Le finage de Gouarec présente un dévivelé de 83 mètres, les points les plus élevés (210 mètres) étant à la limite ouest du territoire communal au niveau de l'éolienne la plus à l'est du parc éolien de Lanzel, qui est situé pour l'essentiel dans la commune voisine de Plouguernével . Le finage est en pente vers l'est jusqu'à la vallée du Blavet, ce fleuve côtier servant de limite communale avec Sainte-Tréphine et Laniscat (désormais Bon-Repos-sur-Blavet) ; la partie méridionale du finage est en pente vers le sud jusqu'à la vallée du Doré, cet affluent de rive droite du Blavet servant de limite communale avec Plélauff (le tracé du canal de Nantes à Brest emprunte côté ouest l'ancien cours de la rivière Doré en s'en écartant un peu toutefois par endroits).
| - Carte topographique de la commune de Gouarec. |

Situé au creux et à la confluence des vallées des deux cours d'eau précités, le site du bourg, à 127 mètres d'altitude, se trouve dans leur presqu'île de confluence et est traditionnellement très humide, connaissant périodiquement des inondations, les deux cours d'eau sortant de leur lit et envahissant les terrains avoisinants. Plusieurs toponymes sont révélateurs : Stang ar Mel, Stang Go, Stang Very (en breton stang signifie "mare", "zone humide").

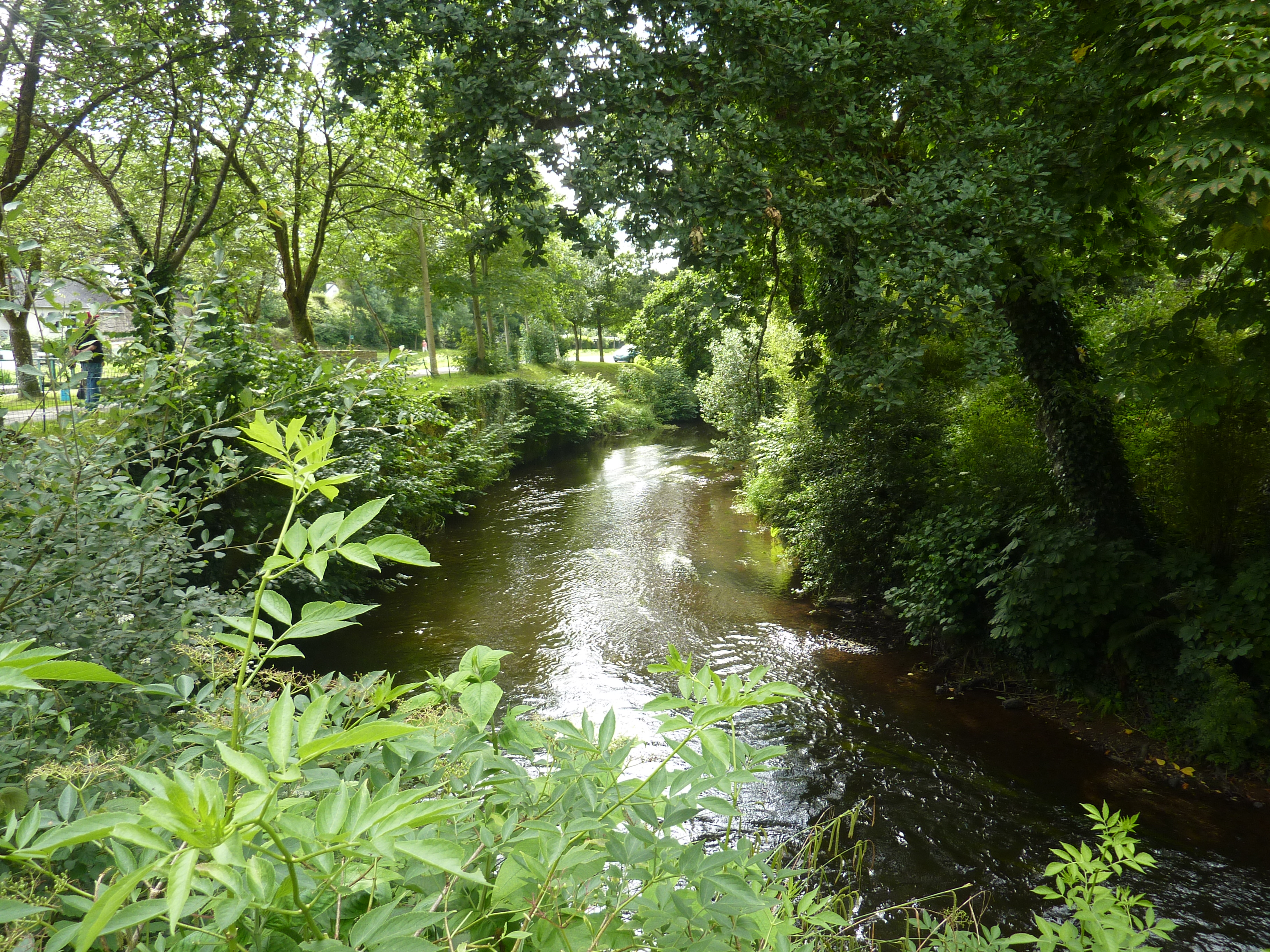
Le Doré juste au nord de l'écluse de la Villeneuve qui est située sur le canal de Nantes à Brest. À cet endroit le Doré a conservé son cours naturel qui sert de limite communale entre Gouarec et Plélauff.

### Hydrographie
Pour un article plus général, voir Réseau hydrographique des Côtes-d'Armor.
La commune est située dans le bassin Loire-Bretagne. Elle est drainée par le Blavet, le canal de Nantes à Brest et un autre petit cours d'eau,.
Le Blavet, d'une longueur de 149 km, prend sa source dans la commune de Bourbriac et se jette  dans le canal de Nantes à Brest en limite de Plélauff et de Gouarec, après avoir traversé 31 communes. Les caractéristiques hydrologiques du Blavet sont données par la station hydrologique située sur la commune de Plélauff. Le débit moyen mensuel est de 8,55 m3/s. Le débit moyen journalier maximum est de 105 m3/s, atteint lors de la crue du 7 février 2014. Le débit instantané maximal est quant à lui de 125 m3/s, atteint le même jour.
Le canal de Nantes à Brest est un canal, chenal et un estuaire et un cours d'eau naturel navigable, d'une longueur de 396 km. Il prend sa source dans la commune de Nort-sur-Erdre et se jette  dans la Loire à Nantes, après avoir traversé 82 communes.

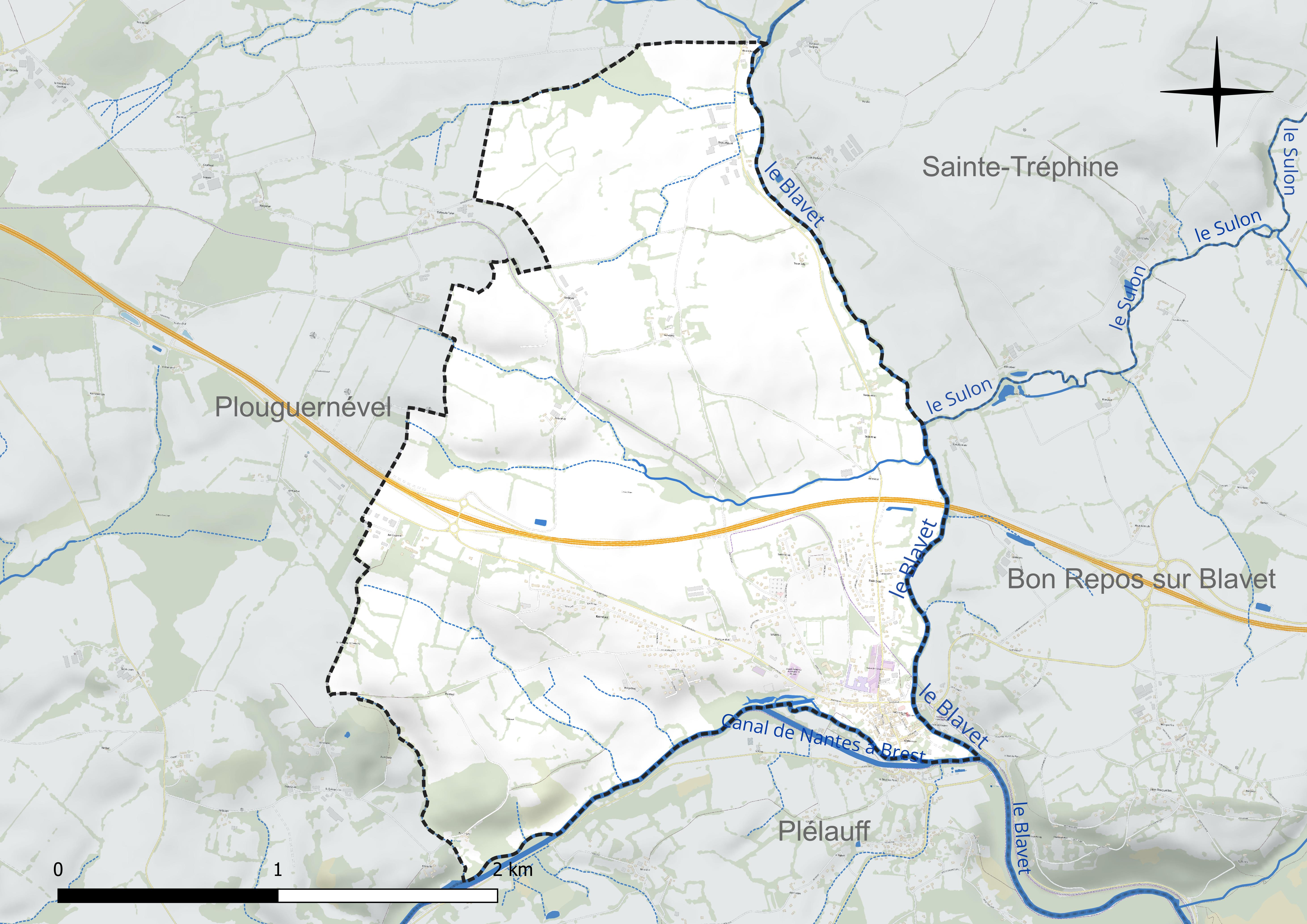
Réseau hydrographique de Gouarec.

### Climat
Pour des articles plus généraux, voir Climat de la Bretagne et Climat des Côtes-d'Armor.
En 2010, le climat de la commune est de type climat océanique franc, selon une étude du Centre national de la recherche scientifique s'appuyant sur une série de données couvrant la période 1971-2000. En 2020, Météo-France publie une typologie des climats de la France métropolitaine dans laquelle la commune est exposée à un climat océanique et est dans la région climatique Finistère nord, caractérisée par une pluviométrie élevée, des températures douces en hiver (6 °C), fraîches en été et des vents forts. Parallèlement l'observatoire de l'environnement en Bretagne publie en 2020 un zonage climatique de la région Bretagne, s'appuyant sur des données de Météo-France de 2009. La commune est, selon ce zonage, dans la zone « Monts d'Arrée », avec des hivers froids, peu de chaleurs et de fortes pluies.
Pour la période 1971-2000, la température annuelle moyenne est de 11 °C, avec  une amplitude thermique annuelle de 11,7 °C. Le cumul annuel moyen de précipitations est de 1 050 mm, avec 14,8 jours de précipitations en janvier et 7,6 jours en juillet. Pour la période 1991-2020, la température moyenne annuelle observée sur la station météorologique la plus proche, située sur la commune de Rostrenen à 10 km à vol d'oiseau, est de 11,1 °C et le cumul annuel moyen de précipitations est de 1 146,6 mm,. Pour l'avenir, les paramètres climatiques de la commune estimés pour 2050 selon différents scénarios d'émission de gaz à effet de serre sont consultables sur un site dédié publié par Météo-France en novembre 2022.

### Transports
La commune a été desservie dans le passé par la ligne ferroviaire de Carhaix à Loudéac à voie métrique du Réseau breton, ouverte en partie en 1898 (mais la section entre Rostrenen et Loudéac ne fut mise en exploitation que le 17 août 1902) et fermée en 1967 (désormais reconvertie en voie verte).

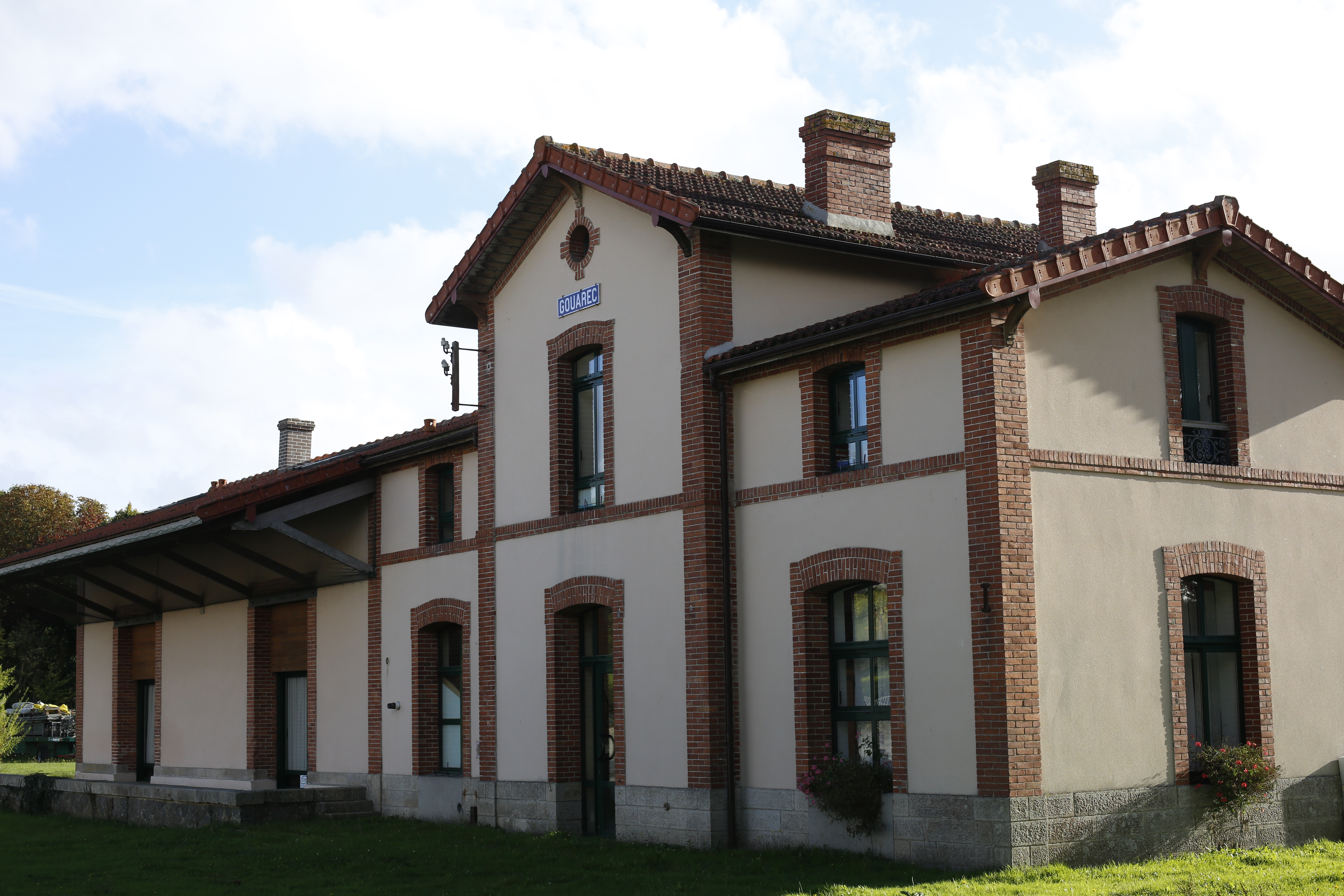
L'ancienne gare de Gouarec.
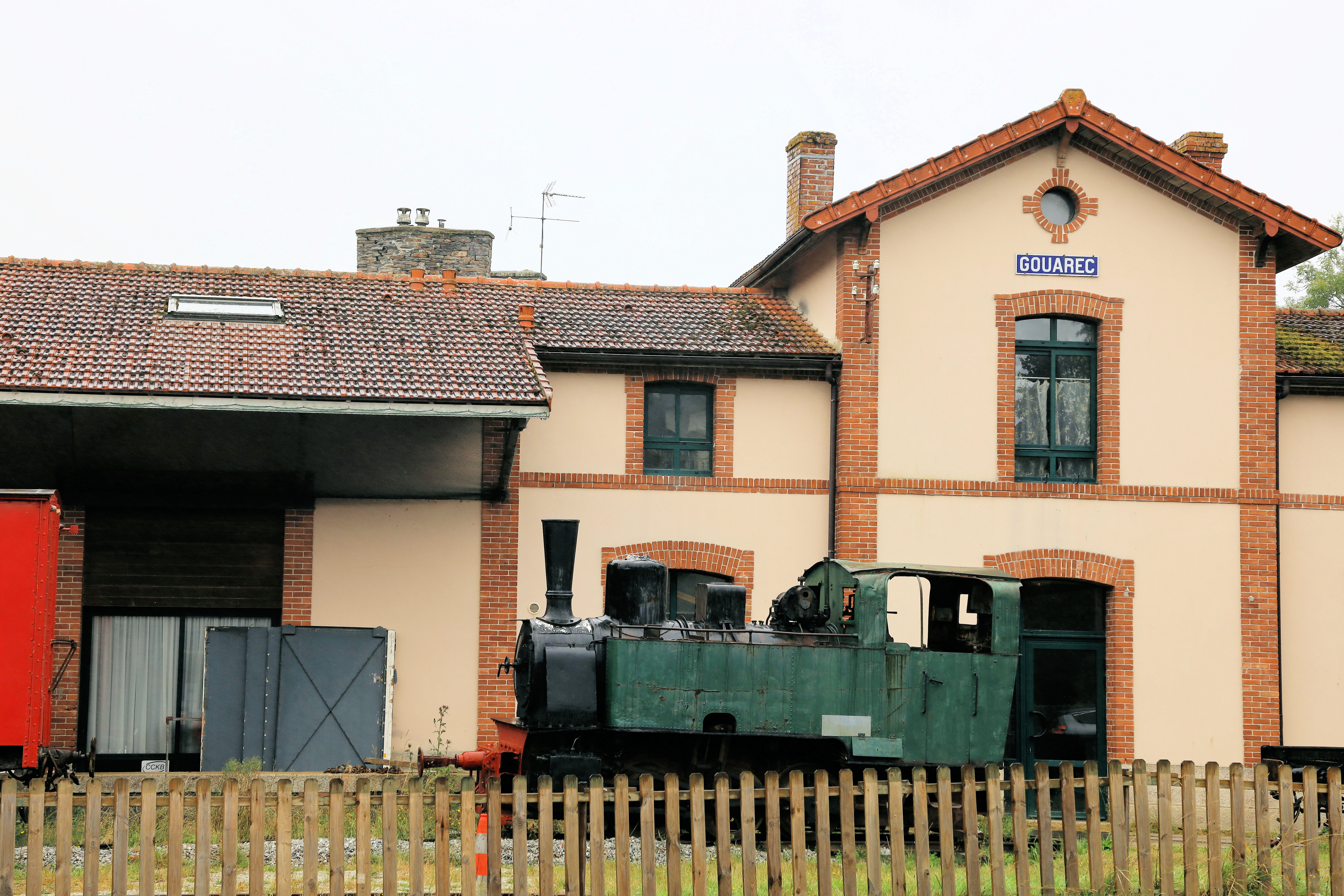
Locomotive à vapeur devant l'ancienne gare de Gouarec.
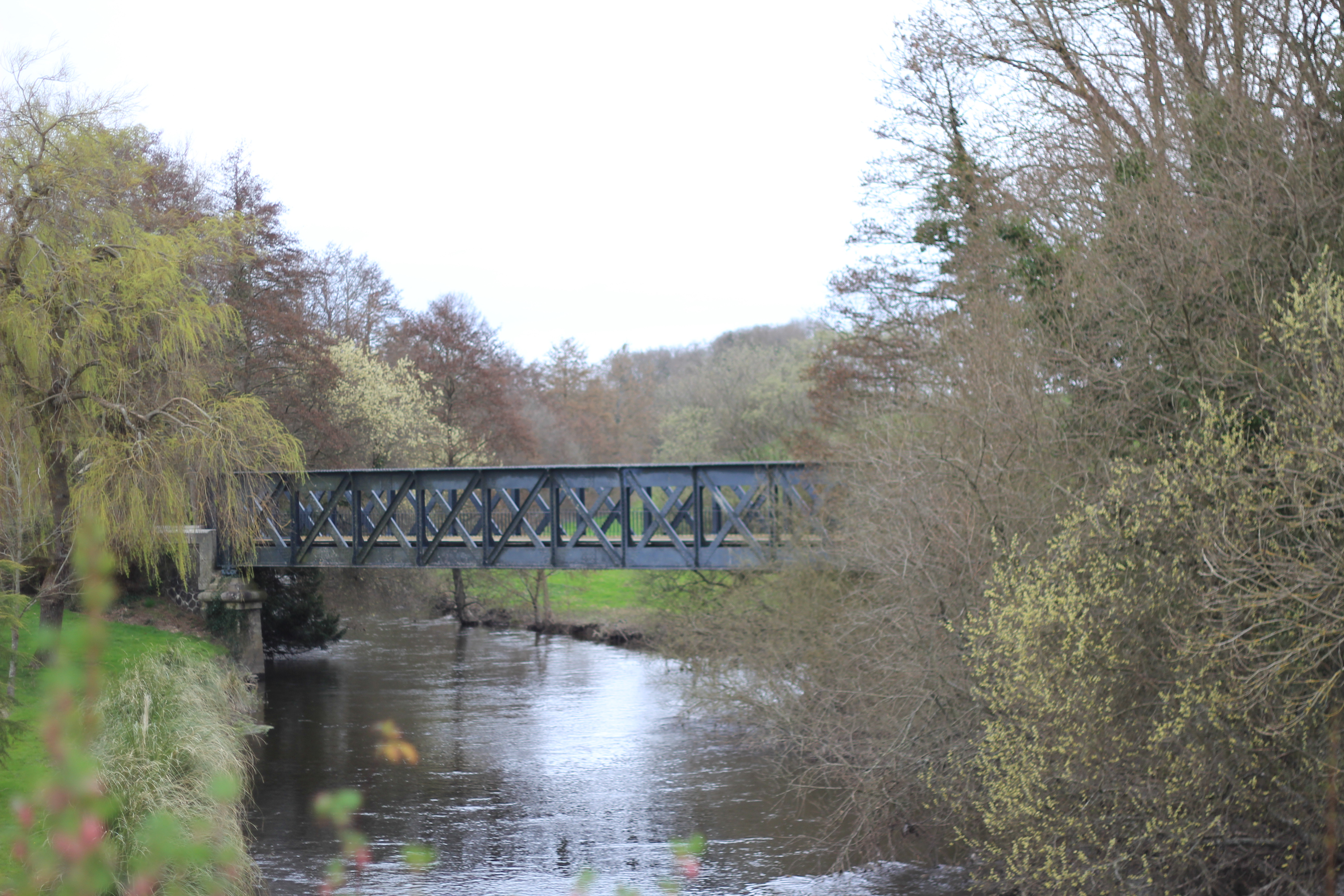
Pont ferroviaire sur le Blavet (désormais pont de la voie verte).

Un tronçon de 4,3 km de l'ancienne voie ferrée, dont les rails avaient été déposés, longeant l'ancien canal de Nantes à Brest, a été remis en état par une poignée de passionnés de l'association « Chemin de fer de Bon-Repos » entre Gouarec et l'abbaye Notre-Dame de Bon-Repos et fait circuler depuis 2023 un train touristique tiré par une vieille locomotive diesel allemande, une « Christoph Schöttler ».

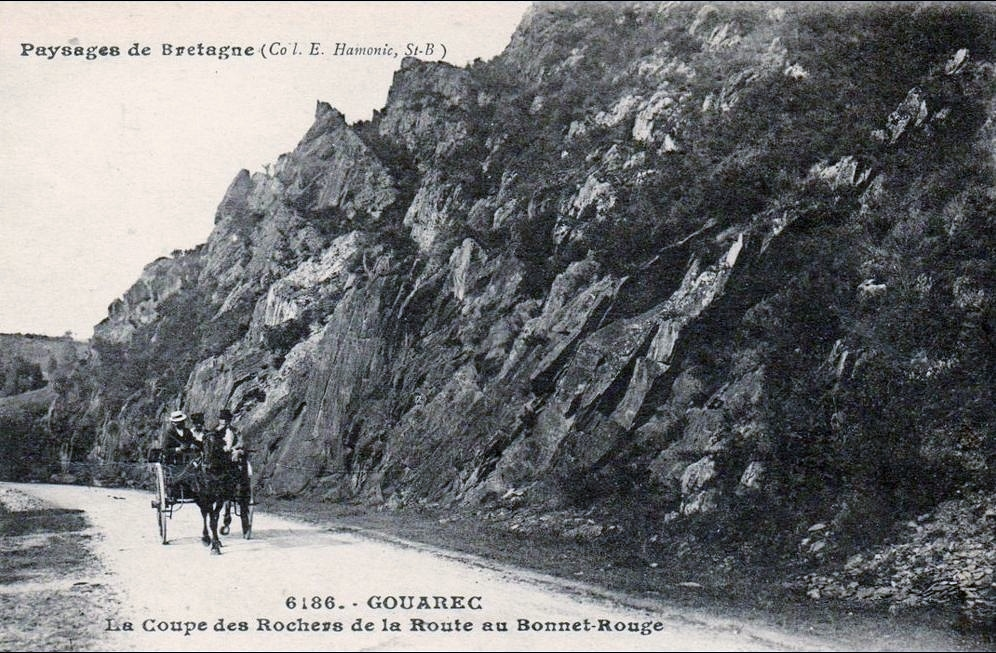
Les falaises du Rocher Rouge en Laniscat (juste à l'est de Gouarec) et la route nationale 164bis vers 1925 (carte postale Émile Hamonic).

La route nationale 164 partiellement aménagée en voie express contourne par le nord le bourg de Gouarec, lequel est desservi par l'échangeur du Poteau. L'ancienne route nationale 164bis, qui traversait le bourg, a été déclassée en RD 2164 , cette route longe la rive gauche du Blavet, passant au pied de la falaise du Bonnet Rouge (située en Laniscat, désormais intégré dans la commune nouvelle de Bon-Repos-sur-Blavet), en direction de l'abbaye Notre-Dame de Bon-Repos et du lac de Guerlédan côté est ; elle se dirige vers Plouguernével côté ouest. Le bourg est aussi desservi par la RD 8 en direction de Plounévez-Quintin côté nord et traversé par la RD 5 qui vient de Perret côté sud et de Sainte-Tréphine côté nord, ainsi que par la RD 76 qui, vers le sud-est, va en direction de Plélauff, et, côté nord-est en direction de Laniscat.
Le canal de Nantes à Brest est, sur ce tronçon, fermé à la navigation commerciale depuis 1967. Toutefois des travaux de restauration ont été entrepris : par exemple l'écluse de Gouarec (située en fait en Plélauff car c'est le cours naturel du Doré qui sert de limite communale) est à nouveau opérationnelle depuis 2019 et une cale de mise à l'eau ainsi qu'un embarcadère pour bateaux légers type canoë ont été aménagés ; les divers aménagements entrepris ont permis une reprise de la navigation de loisir jusqu'au lac de Guerlédan vers l'est et jusqu'à l'étang de la Pitié, à la limite de Plouguernével et Mellionnec, vers l'ouest.

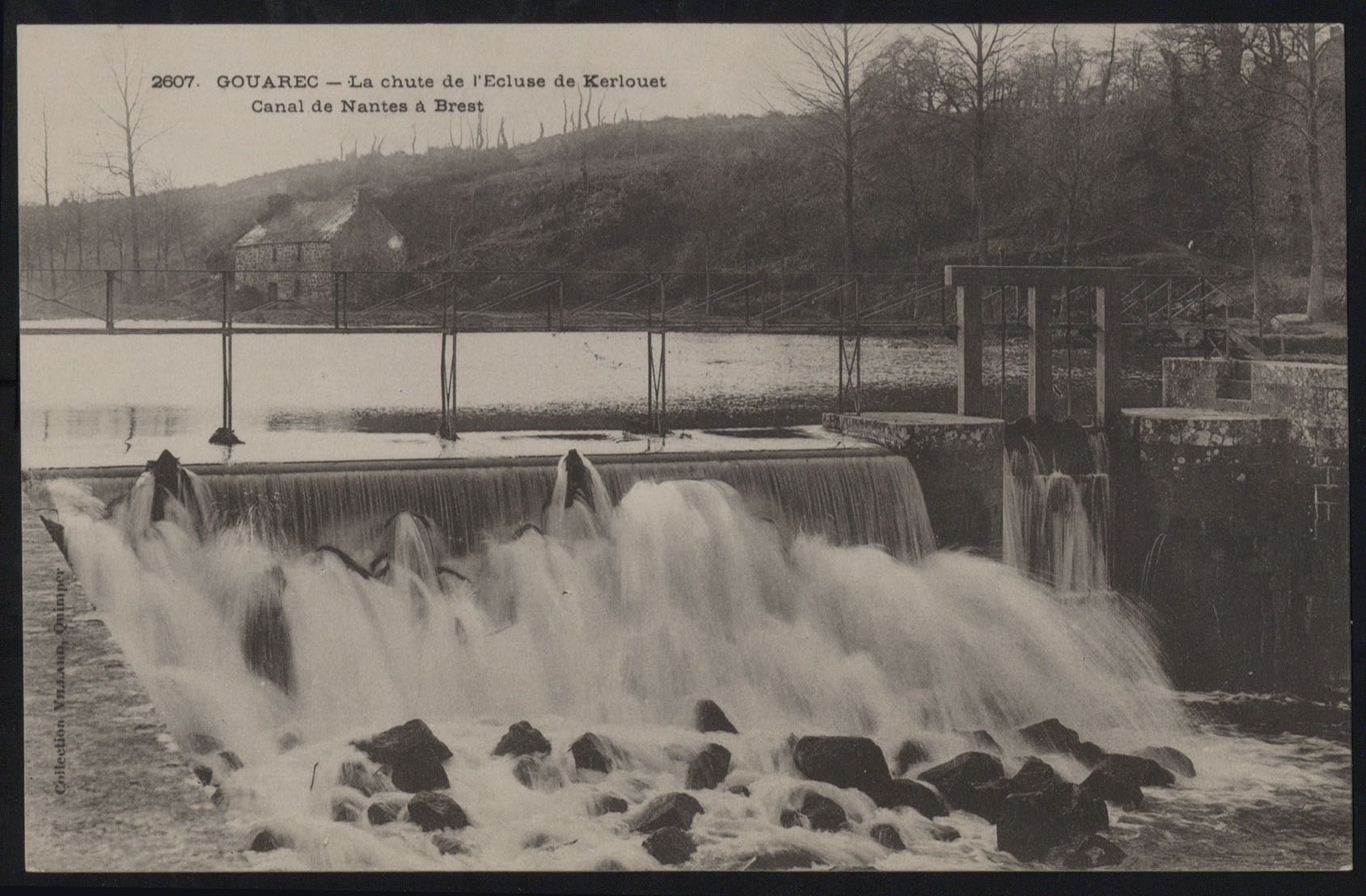
La chute d'eau de l'écluse de Kerlouet (carte postale, vers 1905).
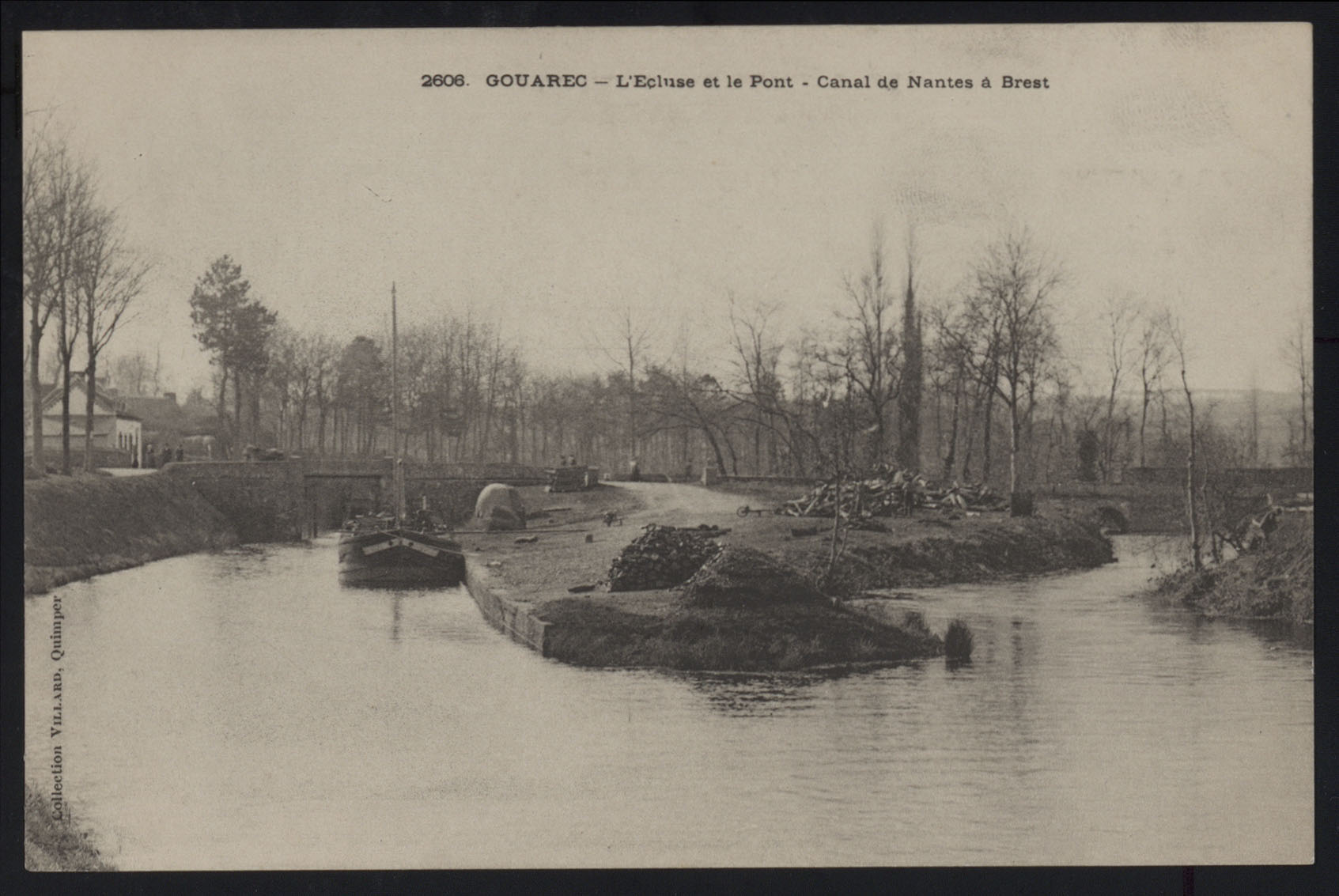
L'écluse de Gouarec et le pont sur le canal (carte postale, vers 1905).
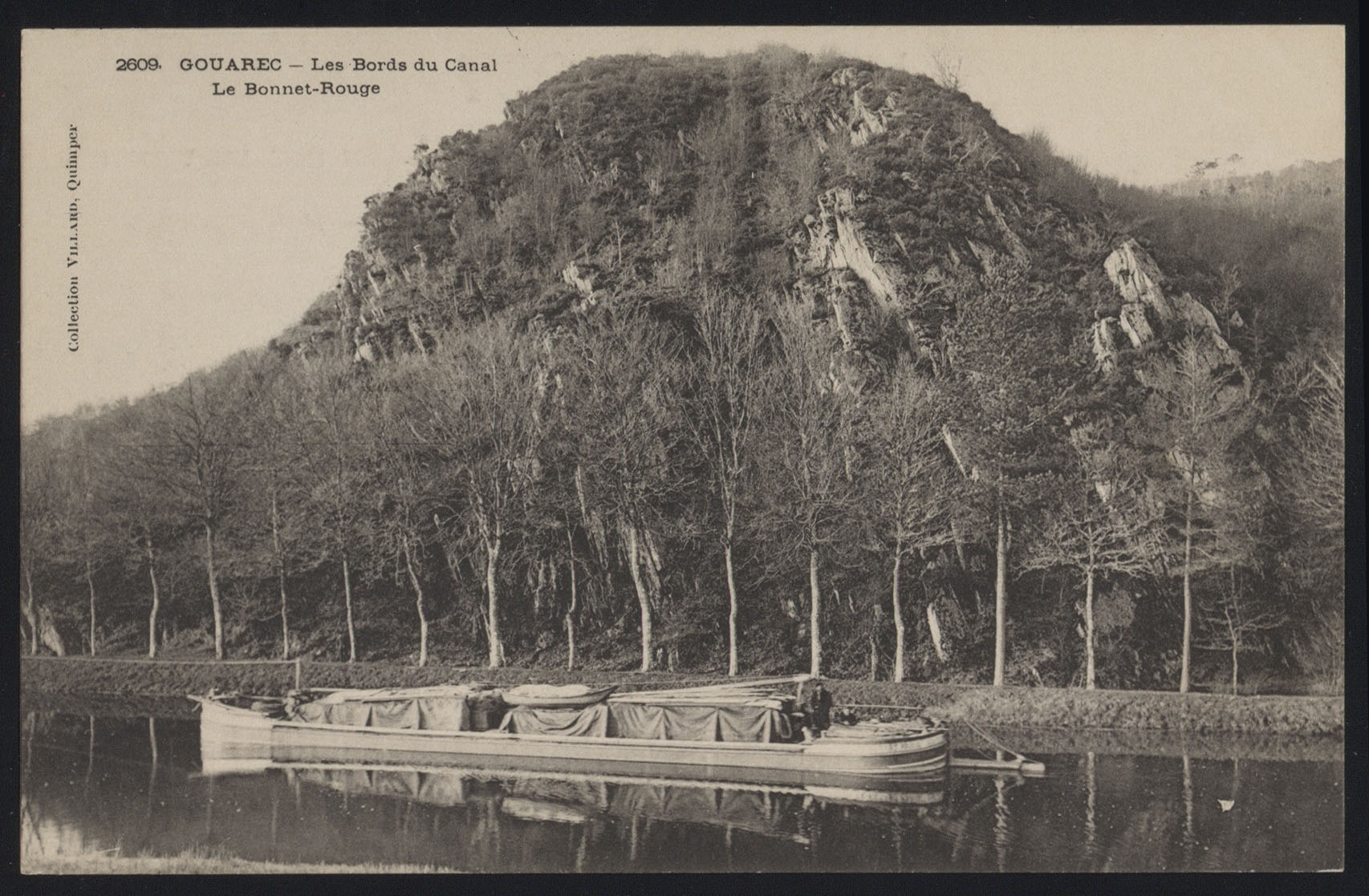
Péniche sur le canal devant le rocher du Bonnet Rouge (carte postale, vers 1905).
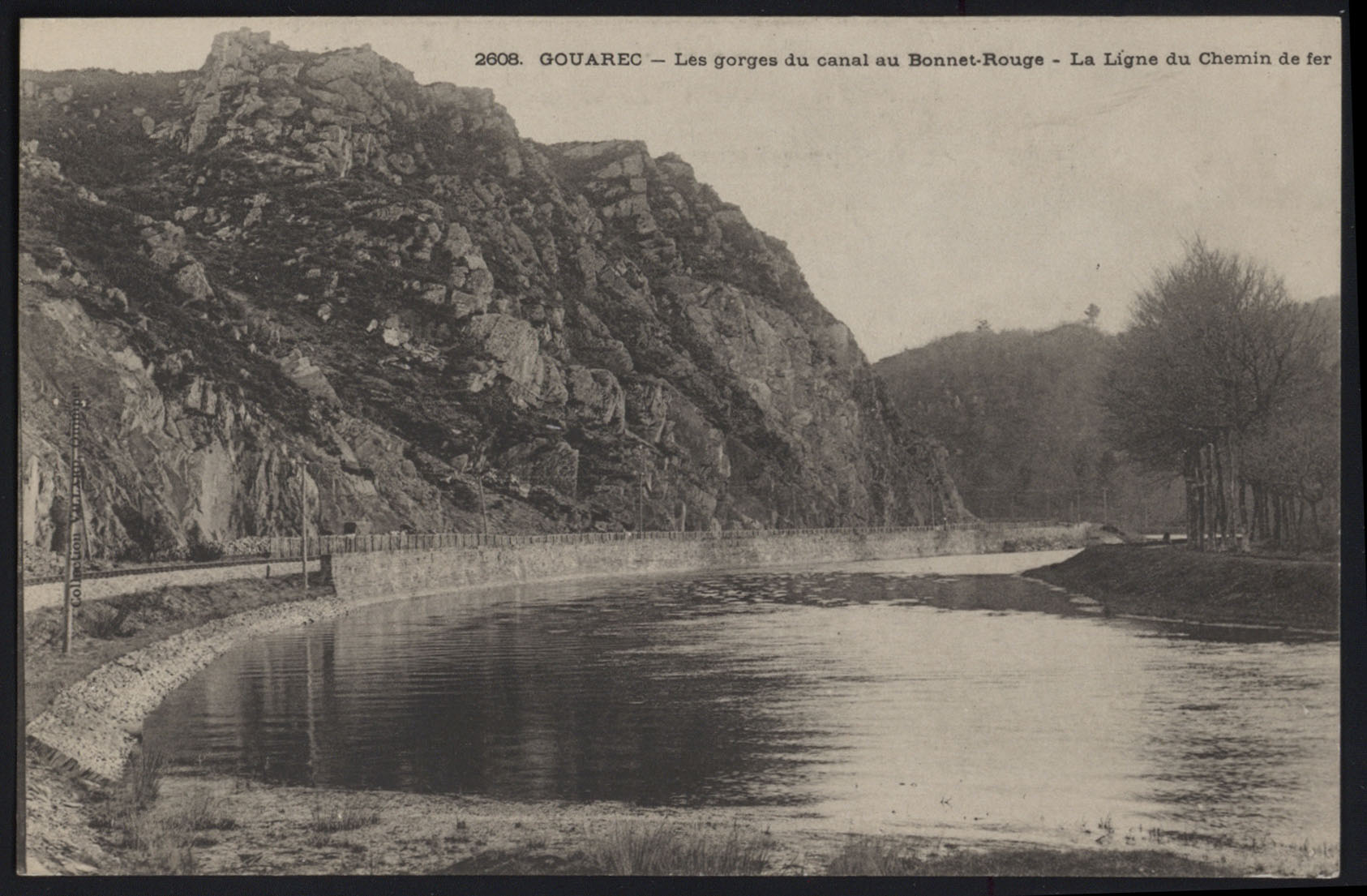
Les Gorges du Blavet au Bonnet Rouge : le canal et la voie ferrée (carte postale, vers 1905).
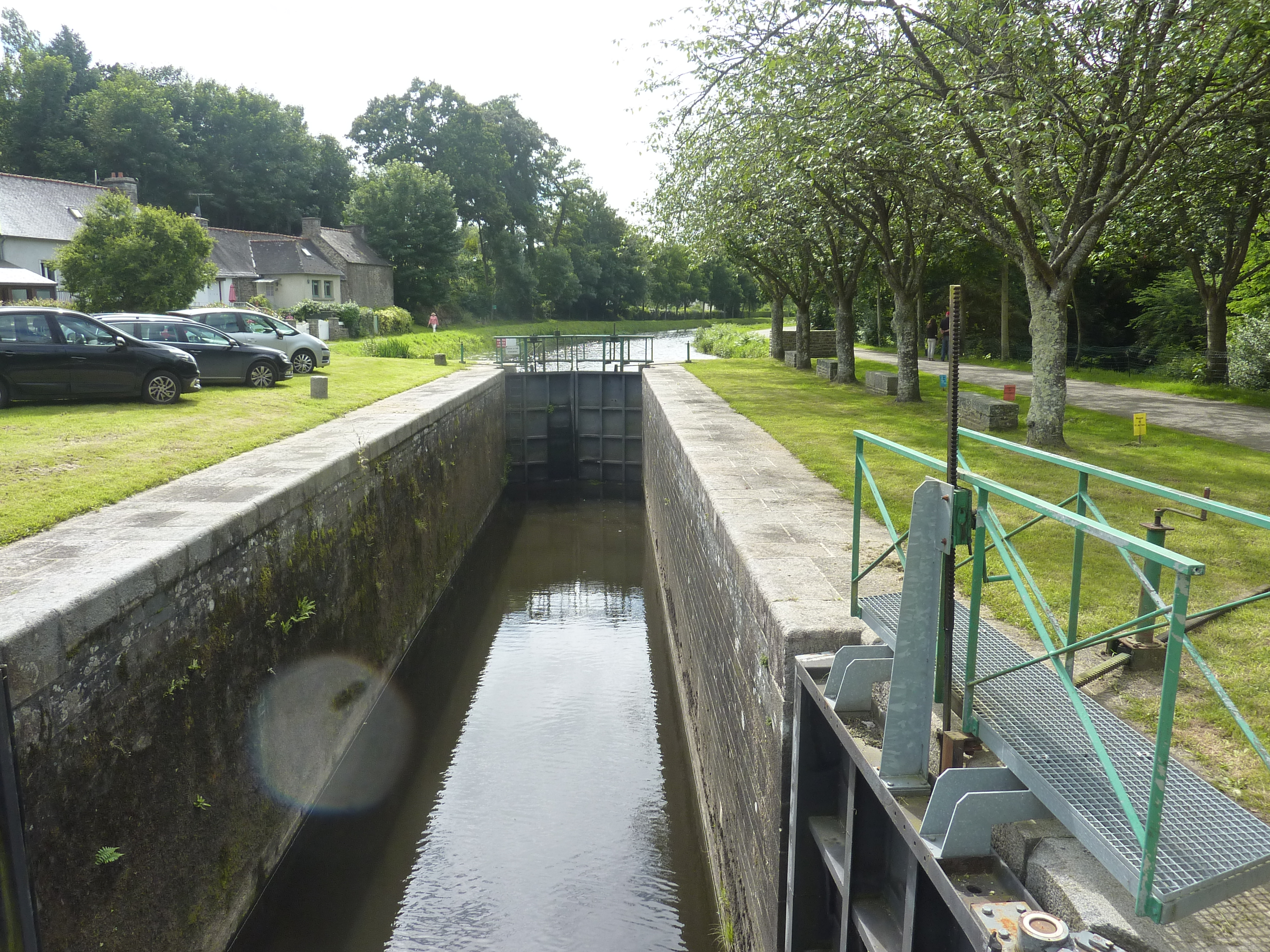
L'écluse de Gouarec, dite écluse de la Villeneuve (écluse no 140 du canal de Nantes à Brest).
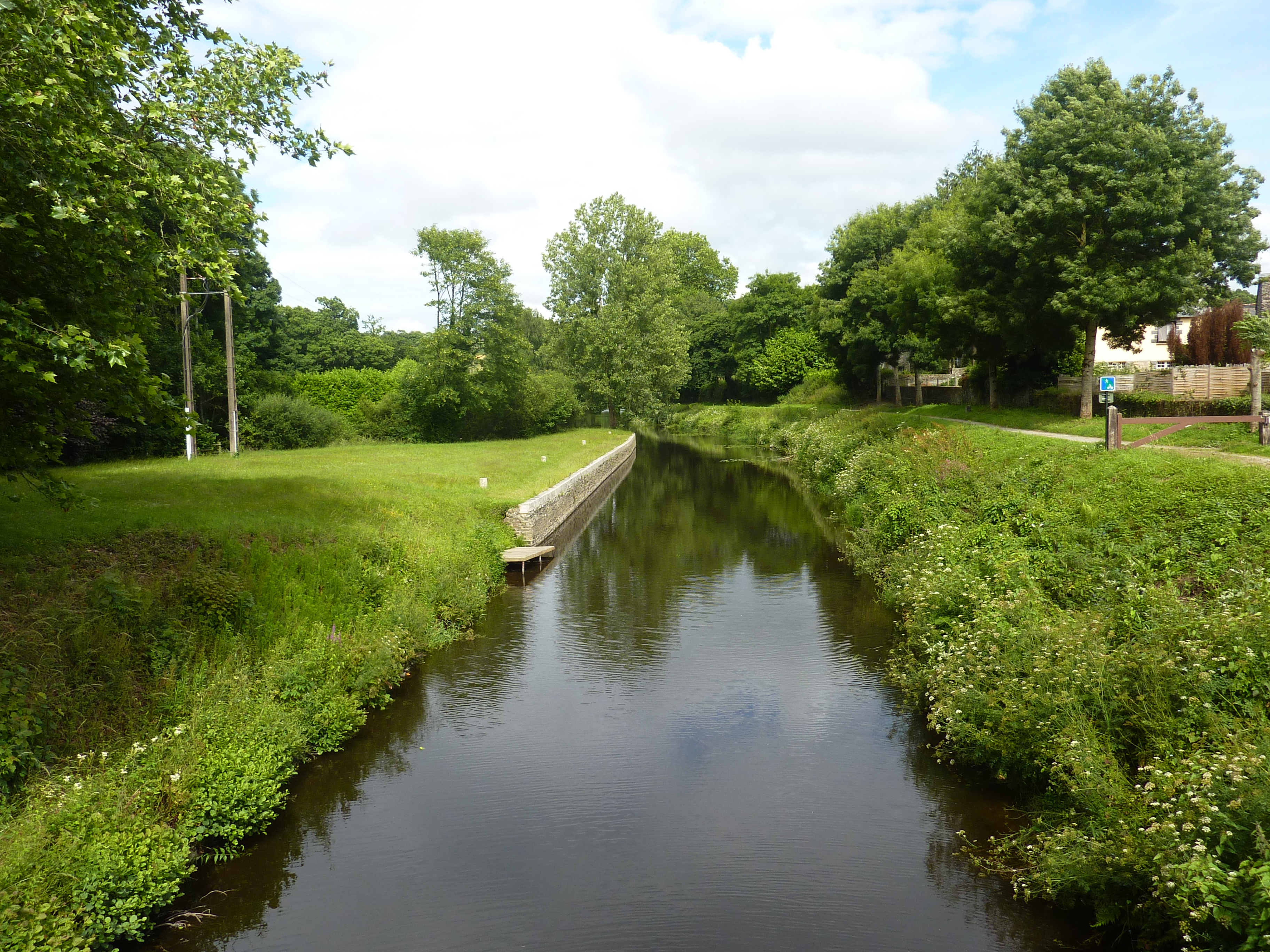
Quai le long du canal de Nantes à Brest près de l'écluse de la Villeneuve (écluse no 140).

### Paysages et habitat
Le paysage agraire traditionnel de Gouarec est le bocage accompagné d'un habitat dispersé formé d'écarts constitués de hameaux (« villages ») et fermes isolées, mais ceux-ci sont peu nombreux en raison de la petitesse du territoire communal.
Le bourg est excentré dans l'angle sud-est du finage. Limité dans son extension par la presqu'île de confluence, il s'est développé depuis la Seconde Guerre mondiale vers le nord-ouest en direction de Saint-Gilles, vers le nord (Park Braz) et vers l'ouest (Stang ar Mel et le long de la RD 2164 dans les quartiers de Kerjaffray et Kernévez).
Une zone d'activités a commencé à se développer à proximité de l'échangeur de la RN 164 dans le quartier de Ker Laurent, à la limite ouest de la commune.
La partie de la commune située au nord de la RN 164 à conservé son aspect totalement rural.

## Urbanisme

### Typologie
Au 1er janvier 2024, Gouarec est catégorisée commune rurale à habitat dispersé, selon la nouvelle grille communale de densité à 7 niveaux définie par l'Insee en 2022.
Elle est située hors unité urbaine. Par ailleurs la commune fait partie de l'aire d'attraction de Rostrenen, dont elle est une commune de la couronne,. Cette aire, qui regroupe 10 communes, est catégorisée dans les aires de moins de 50 000 habitants,.

### Occupation des sols
L'occupation des sols de la commune, telle qu'elle ressort de la base de données européenne d’occupation biophysique des sols Corine Land Cover (CLC), est marquée par l'importance des territoires agricoles (88,3 % en 2018), en diminution par rapport à 1990 (90,6 %). La répartition détaillée en 2018 est la suivante : 
terres arables (50,7 %), zones agricoles hétérogènes (23 %), prairies (14,7 %), zones urbanisées (11,7 %). L'évolution de l’occupation des sols de la commune et de ses infrastructures peut être observée sur les différentes représentations cartographiques du territoire : la carte de Cassini (XVIIIe siècle), la carte d'état-major (1820-1866) et les cartes ou photos aériennes de l'IGN pour la période actuelle (1950 à aujourd'hui).

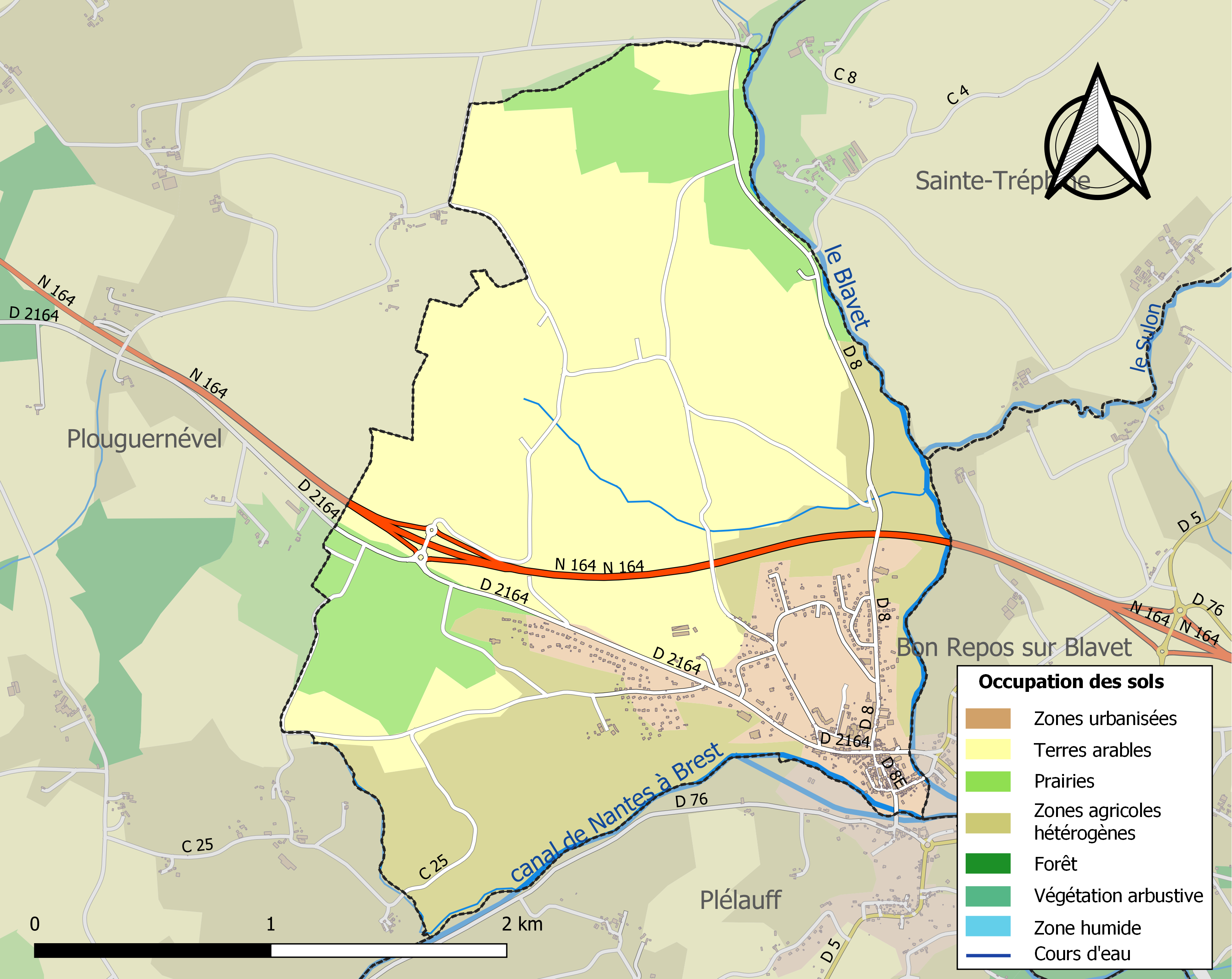
Carte des infrastructures et de l'occupation des sols de la commune en 2018 (CLC).

## Toponymie

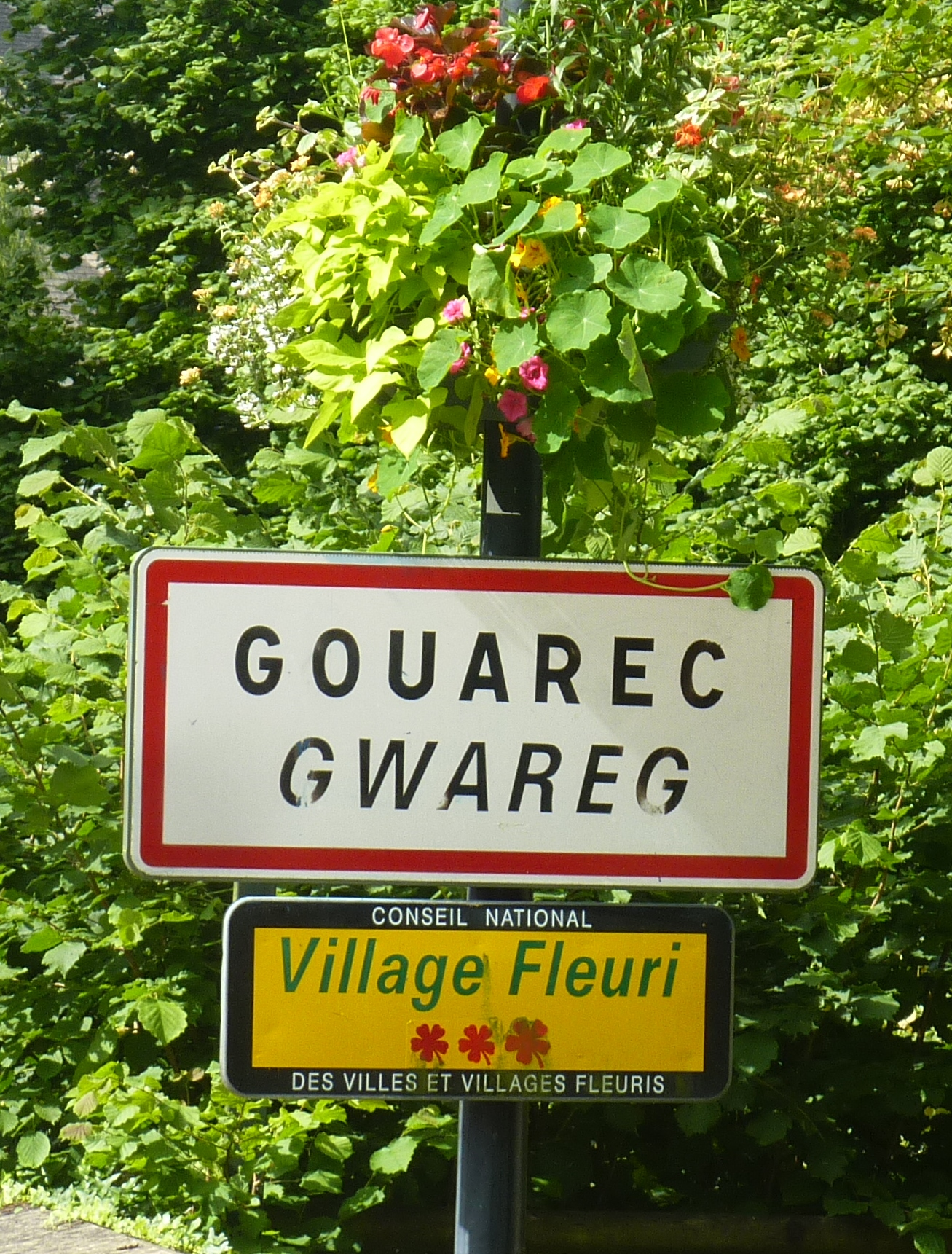
Gouarec : panneau d'entrée d'agglomération bilingue français-breton.

Le nom de la localité est attesté sous les formes Guouarec en 1184, Goarec en 1254, Gouerec en 1280, Goarec en 1373, Gouarec en 1395, Sainct Gilles de Goarec en 1670.
Le nom de la commune provient selon les sources les plus répandues du mot gwareg qui signifie « arc », « arcade » ou encore « courbe » en langue bretonne, désignant ici l'arc décrit par la rivière du Blavet sur la commune,,
Une interprétation différente, moins citée, est proposée par Jean-Marie Ploneis qui perçoit dans Gwareg l'adjectif gallois gwaredog. Ce terme signifie « rédempteur » ou « protecteur » et pourrait être une allusion au château disparu des Rohan.

## Histoire

### Antiquité
La voie romaine de Condate (Rennes) à Vorgium (Carhaix) passait par Mûr-de-Bretagne, Kergoff, la chapelle Saint-Golven en Caurel, Kervégan, la chapelle Notre-Dame-des-Champs, l'église de Saint-Gelven, la lande de Lan-Izelan [Lan-Uvelan] (où la voie a été retrouvée sur plus d'un kilomètre) et la colline de la Voie Blanche, puis par Stang-er-Mel (en Gouarec) et Kerlan (en Canihuel), où se dresse encore, au centre du village, une borne milliaire anépigraphe, surmontée d'une petite croix.
Une villa romaine datée du IIe ou IIIe siècle de notre ère, située à proximité du presbytère de Gouarec, fut fouillée en 2008 ; elle comprenait huit pièces disposées de manière symétriques autour de deux couloirs orthogonaux. La ville était reliée par une voie romaine avec Saint-Brieuc.
Près de la chapelle Saint Gilles, on a découvert des substructions et un canal (sans doute un aqueduc) construit avec soin, d'époque romaine. Des pièces romaines furent aussi trouvées lors de la construction du Canal de Nantes à Brest.

### Moyen Âge

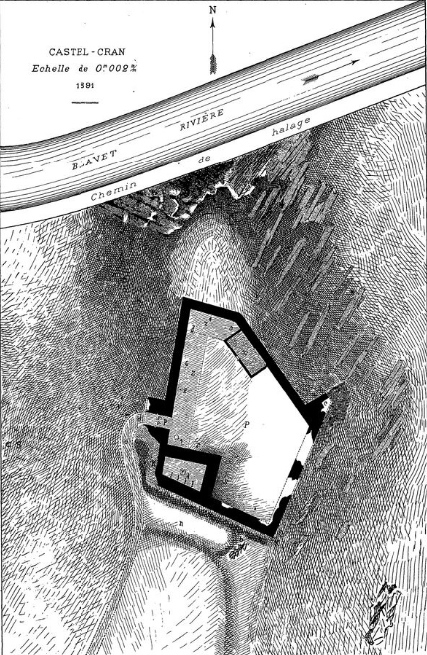
Plan de la forteresse de Castel-Cran en Plélauff (par Hervé de Keranflec'h, Bulletin archéologique de l'Association bretonne, 1891).

Une citadelle ruinée (située en Plélauff) datant peut-être du IXe siècle, plus probablement du XIe siècle ou du XIIe siècle, domine Gouarec (elle est située sur une hauteur dominant la rive droite du Blavet en aval du bourg) ; elle a été fouillée au XIXe siècle par Hervé de Keranflec'h, comte de Keranflec'h-Kernezne, qui y trouva des restes de murs ayant 1,5 mètre d'épaisseur. Des fouilles illégales ont malheureusement endommagé le site.
Gouarec est mentionnée dès le XIIe siècle : en 1187 Alain, vicomte de Rohan, donne aux cisterciens de l'abbaye de Bon-Repos un territoire au bord du Blavet pour y établir des pêcheries, des écluses et des moulins. Le bourg est édifié autour du château médiéval des Rohan.
Un couvent de Templiers aurait existé près de la chapelle Saint-Gilles.
Selon un aveu de 1471 la châtellenie de Gouarec, un des trois membres de la vicomté de Rohan, « s'étendait sur treize paroisses ou trèves : Plouray, Mellionec, Plouguernével, Saint-Gilles, Gouarec, Plélauf, Lescouët, Penret ou Perret, Sainte-Brigitte, Silfiac, Cléguérec (partie nord), Saint-Aignan, Saint-Caradec, Trégomel. La résidence seigneuriale, dans cette châtellenie, était le château de Penret, aussi appelé le château des Salles, en Sainte-Brigitte ».

### Temps modernes

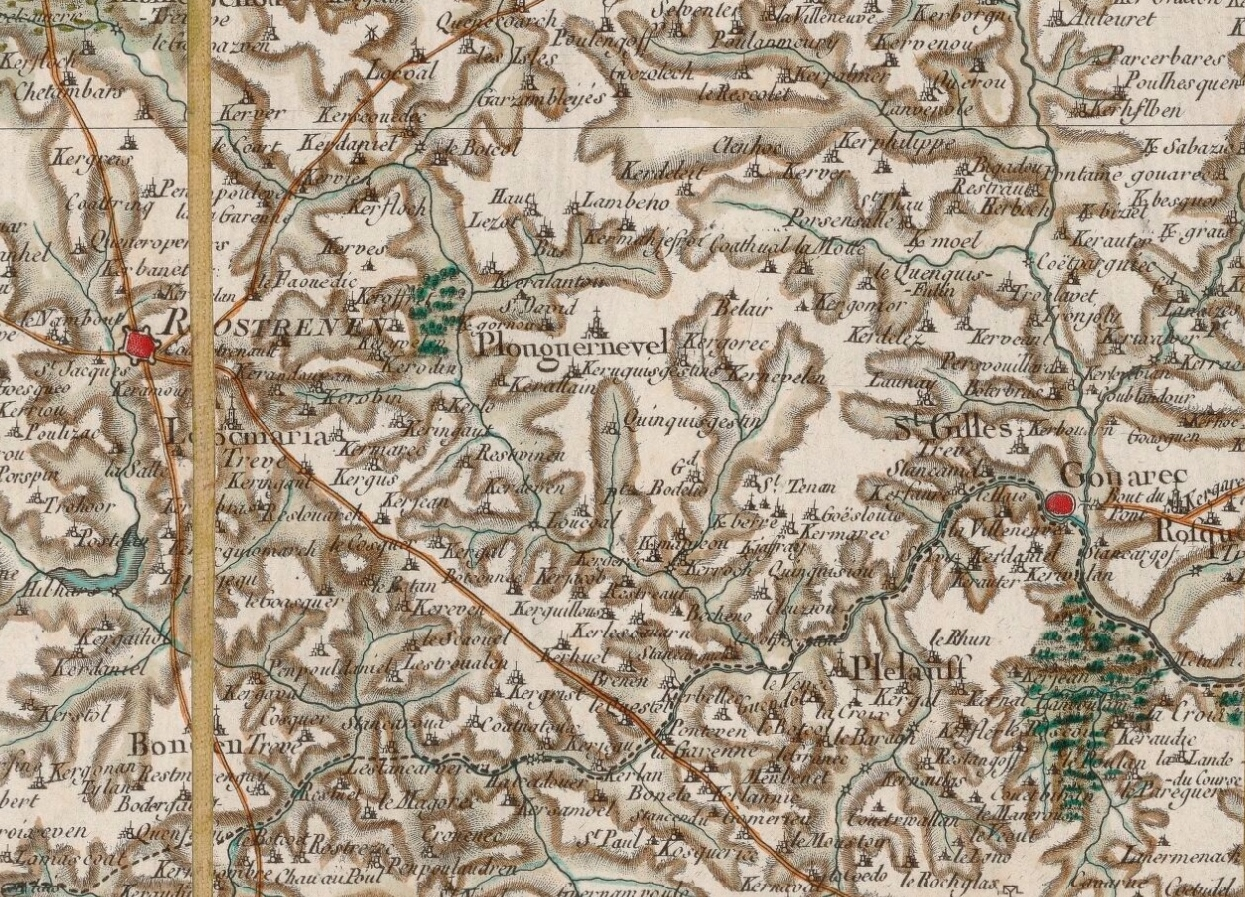
Carte de Cassini de la paroisse de Plouguernével et de ses trèves (Bonen, Locmaria, Saint-Gilles [Gouarec]) datant de 1787.

Gouarec, sous le nom de Saint-Gilles, était une trève de Plouguernével.
Jean-Baptiste Ogée décrit ainsi Gouarec en 1778 :

« Gouarec (Goarec) : gros bourg et trève de Plouguernével, dans un fond, sur la rivière de Blavet ; à 16 lieues à l'Est-Nord-Est de Quimper, son évêché ; à 23 lieues et demie de Rennes ; et à 2 lieues ⅓ de Corlai, sa subdélégation et son ressort. Il s'y exerce une haute, moyenne et basse justice, et il y a marché tous les samedis. Son territoire est montagneux et presque désert, quoique fertile en grains, foins et fruits. On y voit des arbres et des landes. (...) On y connaît encore les maisons nobles de Plœnevez et de Kerempunèze. »

Avant la Révolution française Gouarec, dénommé Saint-Gilles-Goarec, n'est qu'un hameau dépendant de Plouguernével situé au confluent du Blavet et du Doré ; mais ce hameau a toutefois une certaine importance en raison de sa situation et des foires qui s'y tiennent grâce à sa halle ; à proximité se trouvent trois édifices imposants : la chapelle Saint-Gilles, la chapelle Notre-Dame de la Fosse et le pavillon des Rohan, pavillon de chasse, mais aussi siège de justice dépendant de la juridiction de Corlay, les seigneurs de Rohan y ayant droit de haute, moyenne et basse justice et conservant certains droits féodaux, par exemple sur la lande de Gouarec, jusqu'à la Révolution française.

### Révolution française
La promotion en commune et chef-lieu de canton date de 1790.

### LeXIXesiècle
La construction de l'église paroissiale est achevée le 22 octobre 1827, à l'exception du clocher, construit par la suite.
A. Marteville et P. Varin, continuateurs d'Ogée, décrivent ainsi Gouarec en 1843 :

« Gouarec (sous l'invocation de saint Gilles : autrefois cette trève se nommait Saint-Gilles Gouarec) ; commune formée de l'ancienne trève de Plouguernével, plus Saint-Guelven  et Rosquellen, anciennes trève de Laniscat, qu'elle a absorbées b aujourd'hui cure de 2e classe ; chef-lieu de perception ; brigade de gendarmerie à pied. (...) Principaux villages : Traou-Brav, Kerdélès, Kervéanic, Kerlévian, Beauder-Bras, Launay, Pors-Jégou, Kerjaffray, Stanquamel. Superficie totale 641 hectares 14 ares, dont (...) terres labourables 378 ha, prés et pâturages 99 ha, vergers et jardins 7 ha, landes et incultes 132 ha (...). Moulins 2 (du Blavet, de Gouarec, à eau). L'église actuelle de Gouarec est de 1827. Il y avait jadis une chapelle sous l'invocation de Notre-Dame de la Fosse. Depuis 1838, il a été fondé au bourg une communauté de religieuses hospitalières de l'Ordre de Saint-Augustin. Goarec est l'orthographe admise actuellement. On écrivait jadis Gouarec. L'ancienne orthographe était Gowarec. (...) Goarec fait beaucoup de blé et en exporte dans les communes voisines. Il y a foire le deuxième samedi de chaque mois, le 15 mai, le 22 septembre. Marché le samedi. Géologie : le schiste argileux est la roche dominante ; le schiste modifié se montre au sud-ouest. On l'exploite comme pierre à bâtir, dans la lande de Goarec. Il y a du minerai de fer à Saint-Guelven ; le grès se montre au sud de ce village. On parle le breton. »

En 1849, 14 foires étaient organisées chaque année à Gouarec, bien que le préfet des Côtes-du-Nord ait écrit en 1837 : « Ces foires sont en trop grand nombre. Il en résulte un déplacement trop souvent répété des habitants des communes voisines qui pour la plupart n'ont rien à y faire et qui ne s'y rendent que pour boire dans les cabarets. Il serait bien qu'elles fussent réduites : on y ferait les mêmes affaires et il y aurait un bénéfice réel pour l'agriculture ».
Joachim Gaultier du Mottay écrit en 1862 que Gouarec dispose d'une école de garçons ayant 41 élèves et d'une école de filles en ayant 43, celle-ci disposant d'un pensionnat. Il précise aussi que son « territoire [est] très accidenté, à l'exception de la partie ouest, qui est assez unie » et que le sol schisto-argileux est d'assez bonne qualité » et qu' « environ 1/6e de la contenance est en prés donnant d'excellents produits ; 1/6e reste en landes peu susceptibles d'être mises en culture » ; il ajoute que le bourg « est sans importance, quoique bien situé » et que « l'établissement des Sœurs hospitalières et institutrices de Saint-Augustin, fondé vers 1825 [en fait le 18 août 1825], (...) est très florissant ». Ces religieuses font construire les années suivantes une maison d'habitation et une chapelle en bordure du chemin qui monte à Saint-Gilles.
Le 3 septembre 1868 le conseil municipal vote la construction de l'hôtel de ville.

### LeXXesiècle

#### La Belle Époque
Gustave Geffroy décrit ainsi Gouarec (qu'il écrit Goarec) en 1905 :

« La route, pour aller à Goarec, suit la rivière de Corlay, qui rencontre le Blavet. On va en pente légère à travers des prairies, des champs, des terres incultes couvertes d'ajoncs fleuris et de bruyères. Goarec est bâti dans un fond où passe le canal grossi du Blavet. C'était autrefois un pays perdu, isolé de tout, faute de routes. On y parvient aisément aujourd'hui par des chemins taillés hardiment dans la zone à coups de mines. Les maisons, bâties en pierre schisteuse, sont presque toutes entourées de jardins ou de vergers. Vers le centre, en contre-bas, une place où se dresse la halle construite en charpente et, en face, l'ancien pavillon de chasse des Rohan. Rien de curieux à l'église. La renommée de Goarec, c'est, comme dans tout ce pays, l'élevage des chevaux qui a remplacé celui des porcs. Des courses y sont organisées chaque année. Le propriétaire du cheval vainqueur reçoit comme prix un bœuf ou un mouton. »

#### La Première Guerre mondiale

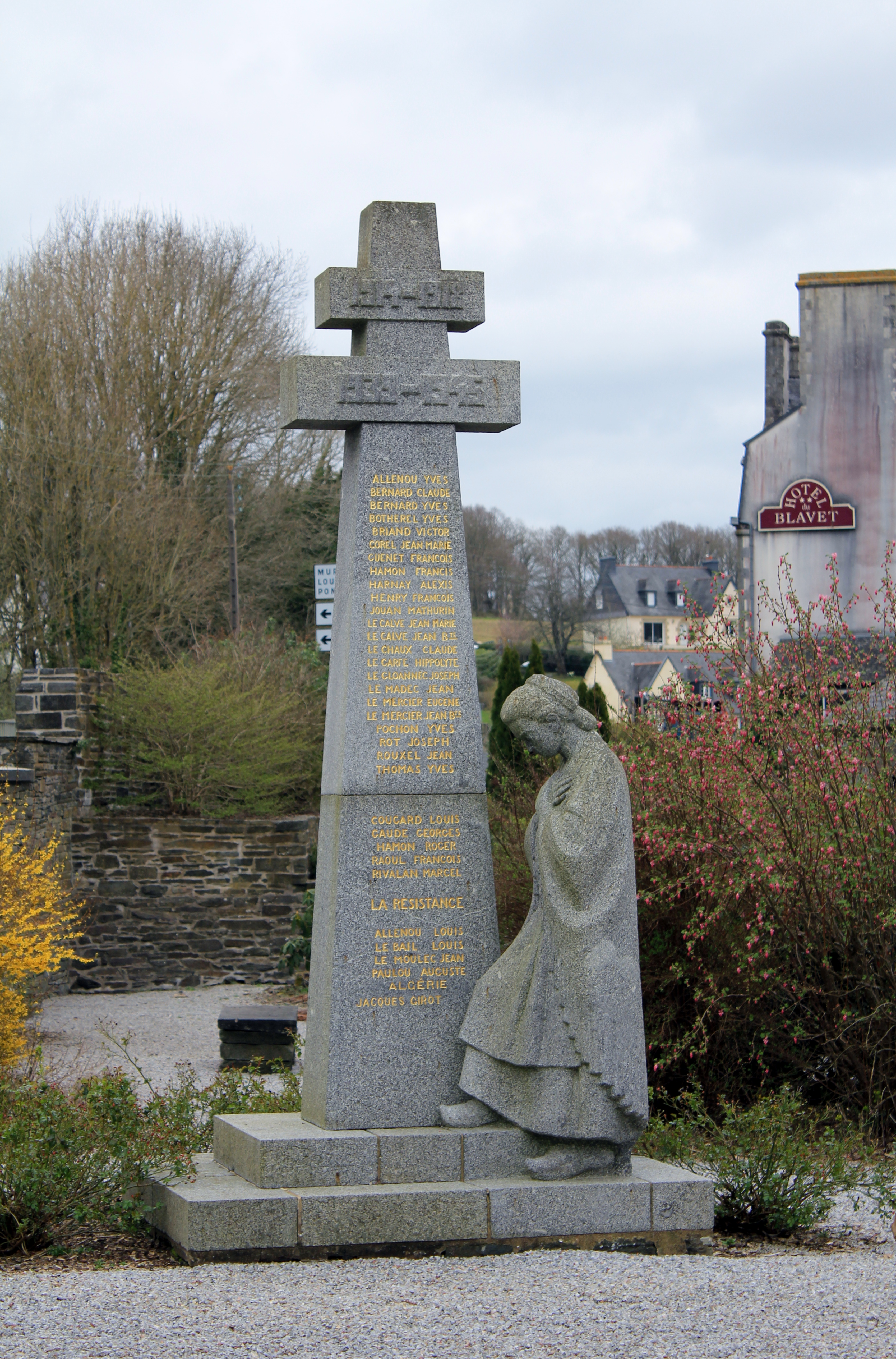
Le monument aux morts de Gouarec.

Le monument aux morts de Gouarec fait état de 23 soldats morts pour la France, dont 1 (Alexis Harnay) est disparu en mer ; 3 (Claude Bernard, Mathurin Jouan et Jean Rouxel) sont morts en Belgique ; la plupart des autres sont morts sur le sol français.

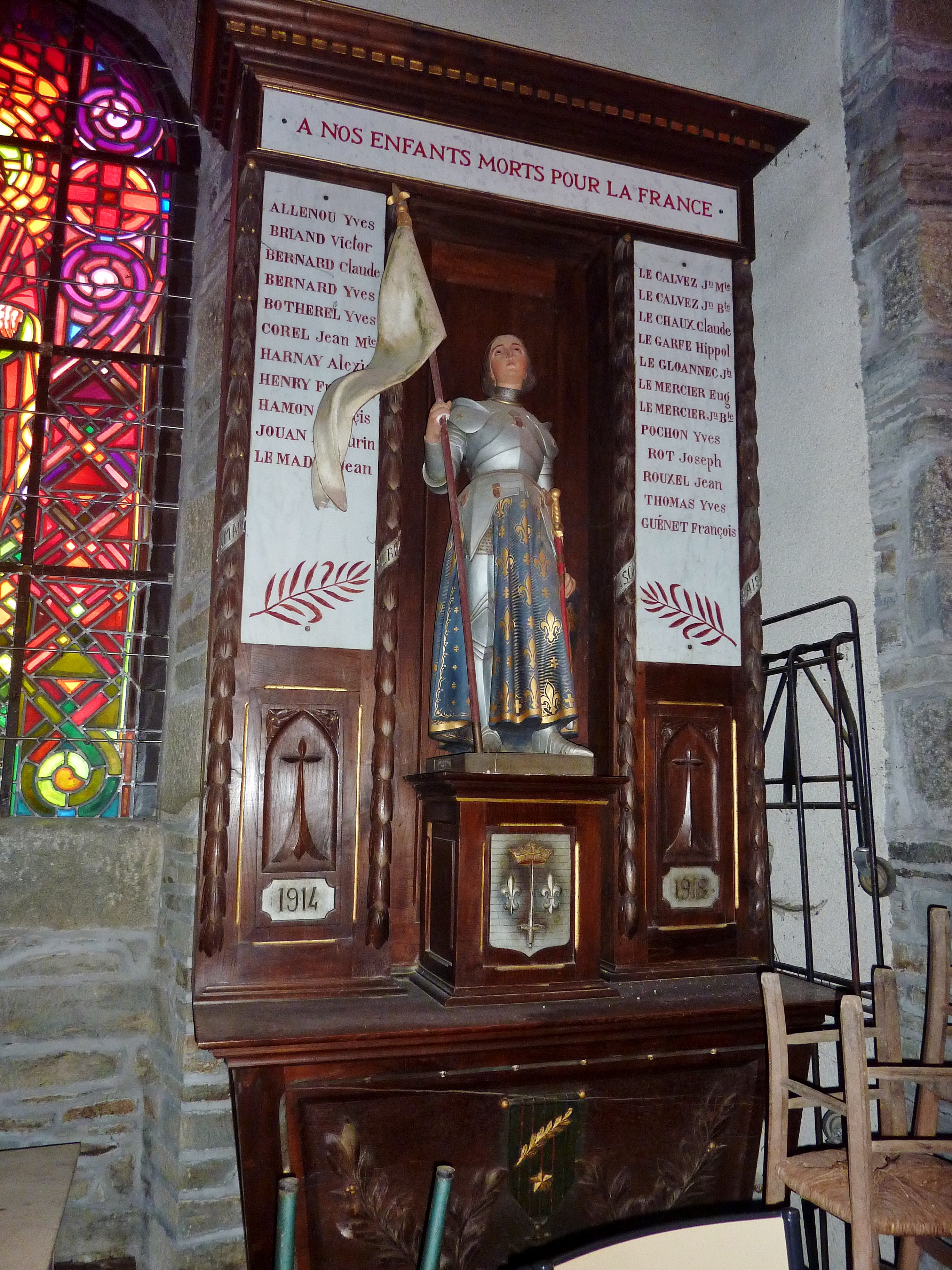
Église Notre-Dame de la Fosse, monument aux morts de la Première Guerre mondiale.

#### L'Entre-deux-guerres
L'électrification du bourg de Gouarec est achevée le 15 novembre 1931.

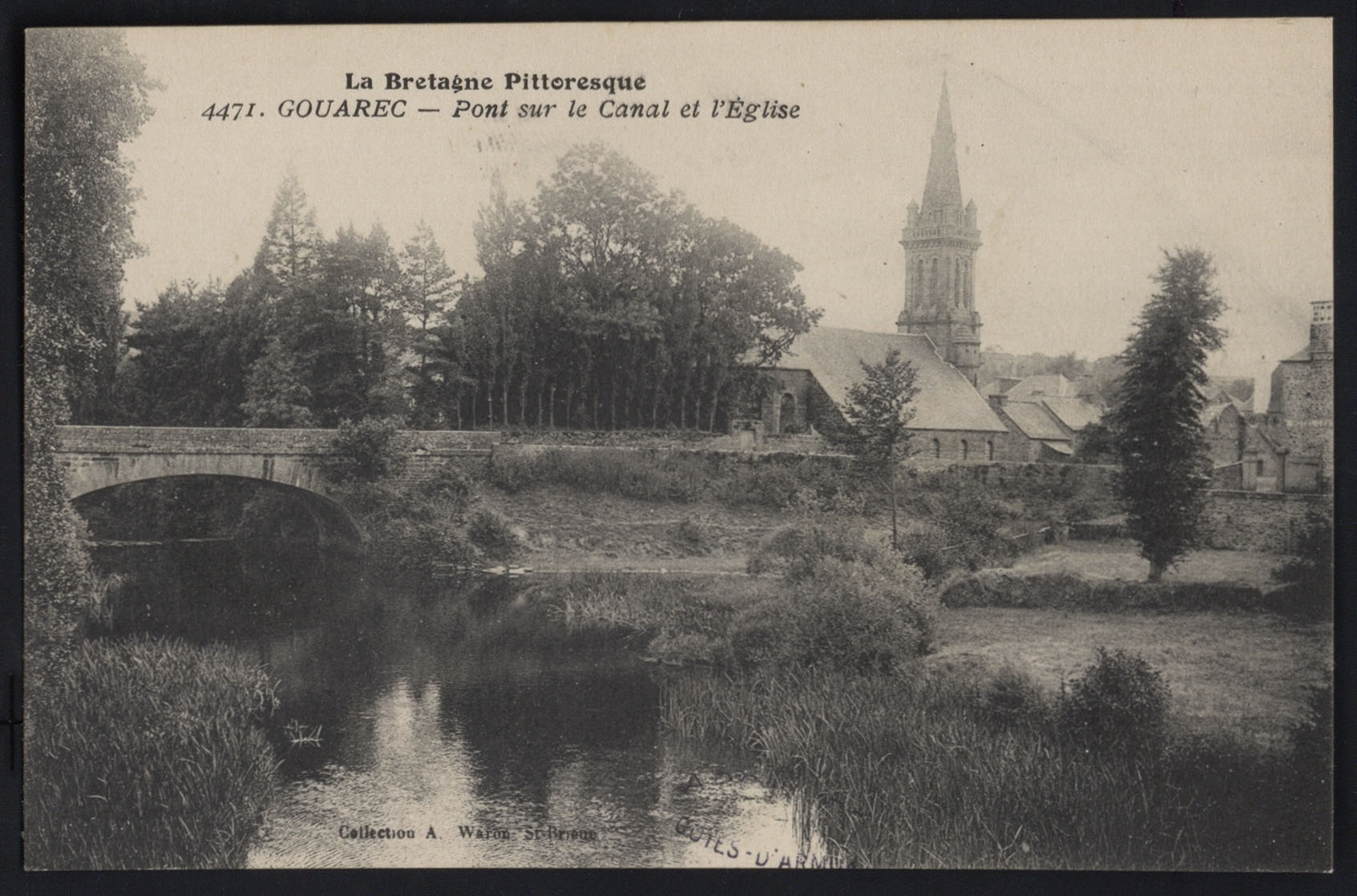
Gouarec : le pont sur le canal et l'église (carte postale).
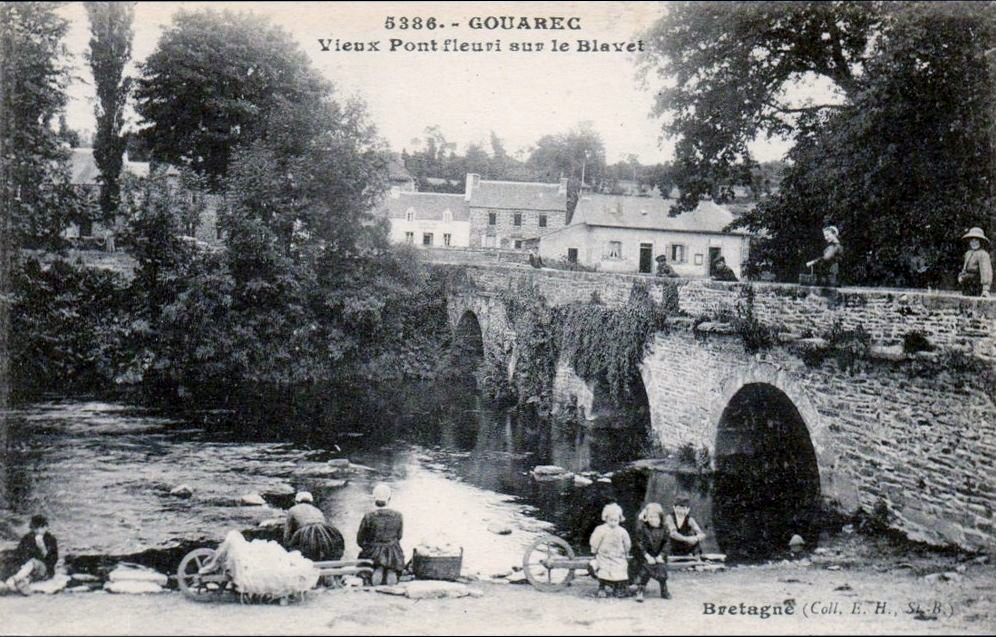
Lavandières près du pont fleuri sur le Blavet (carte postale Émile Hamonic, vers 1925).
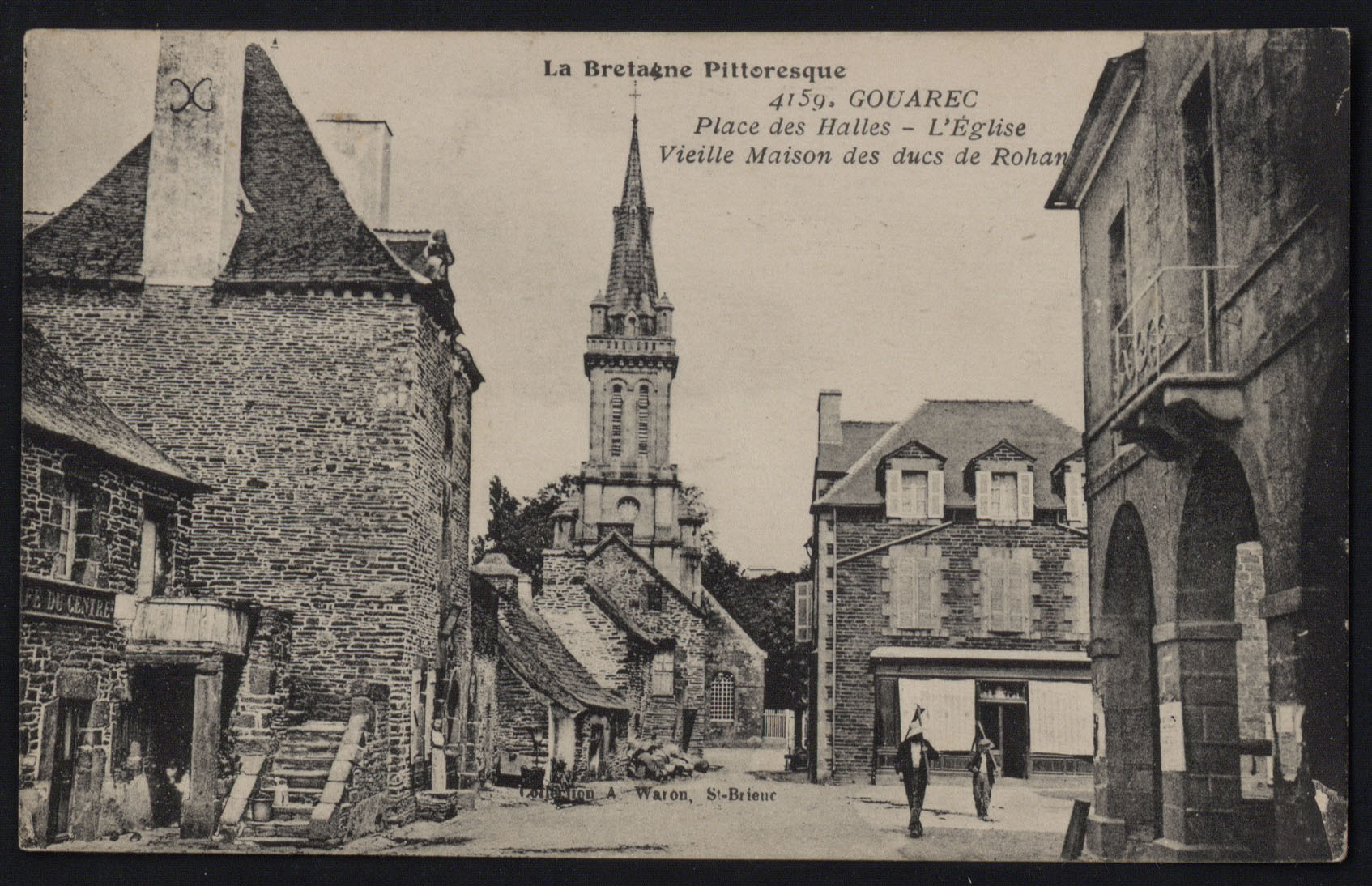
La place des Halles vers 1920 (carte postale Émile Hamonic).
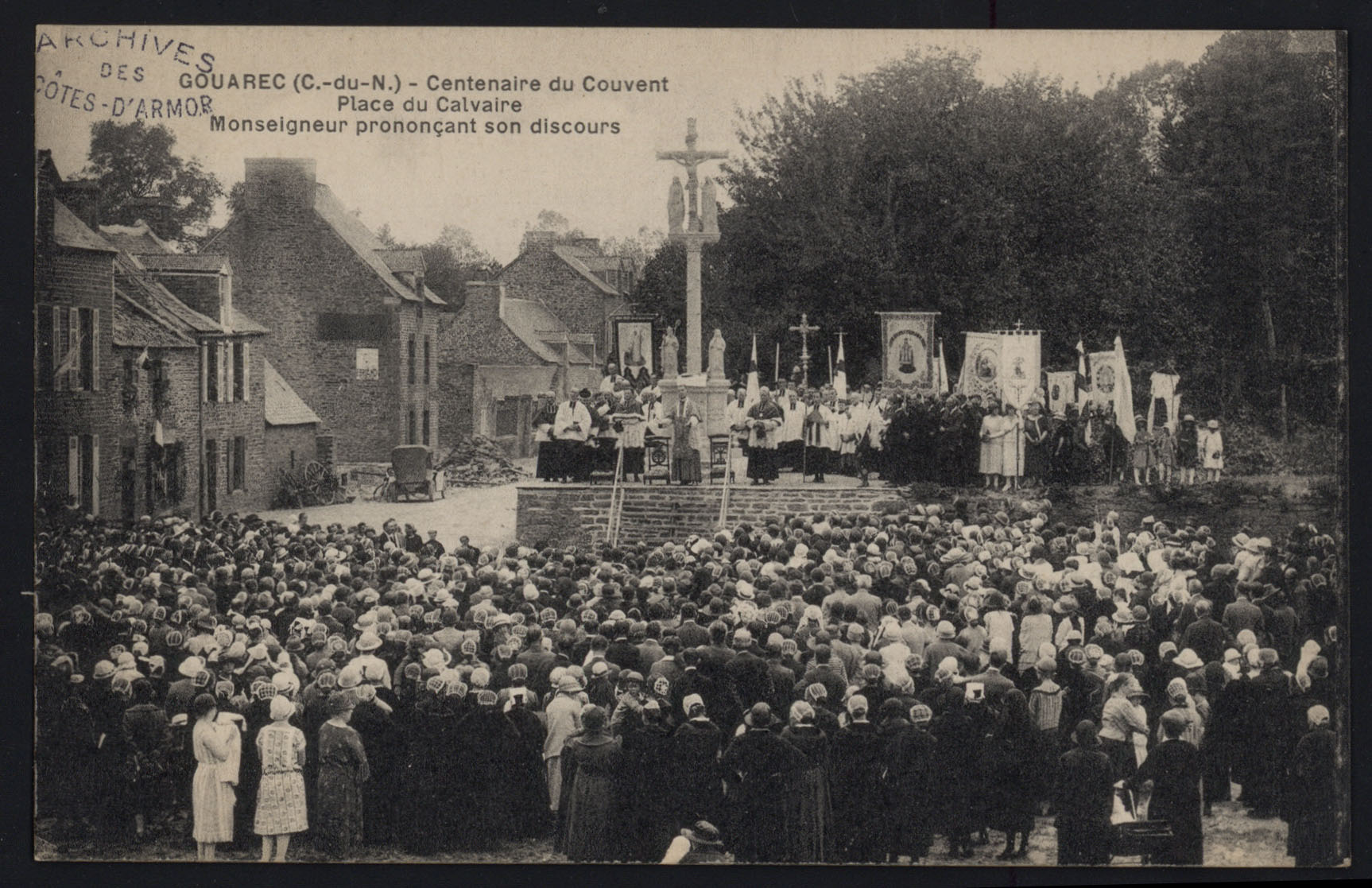
Fêtes du centenaire du couvent des Augustines.
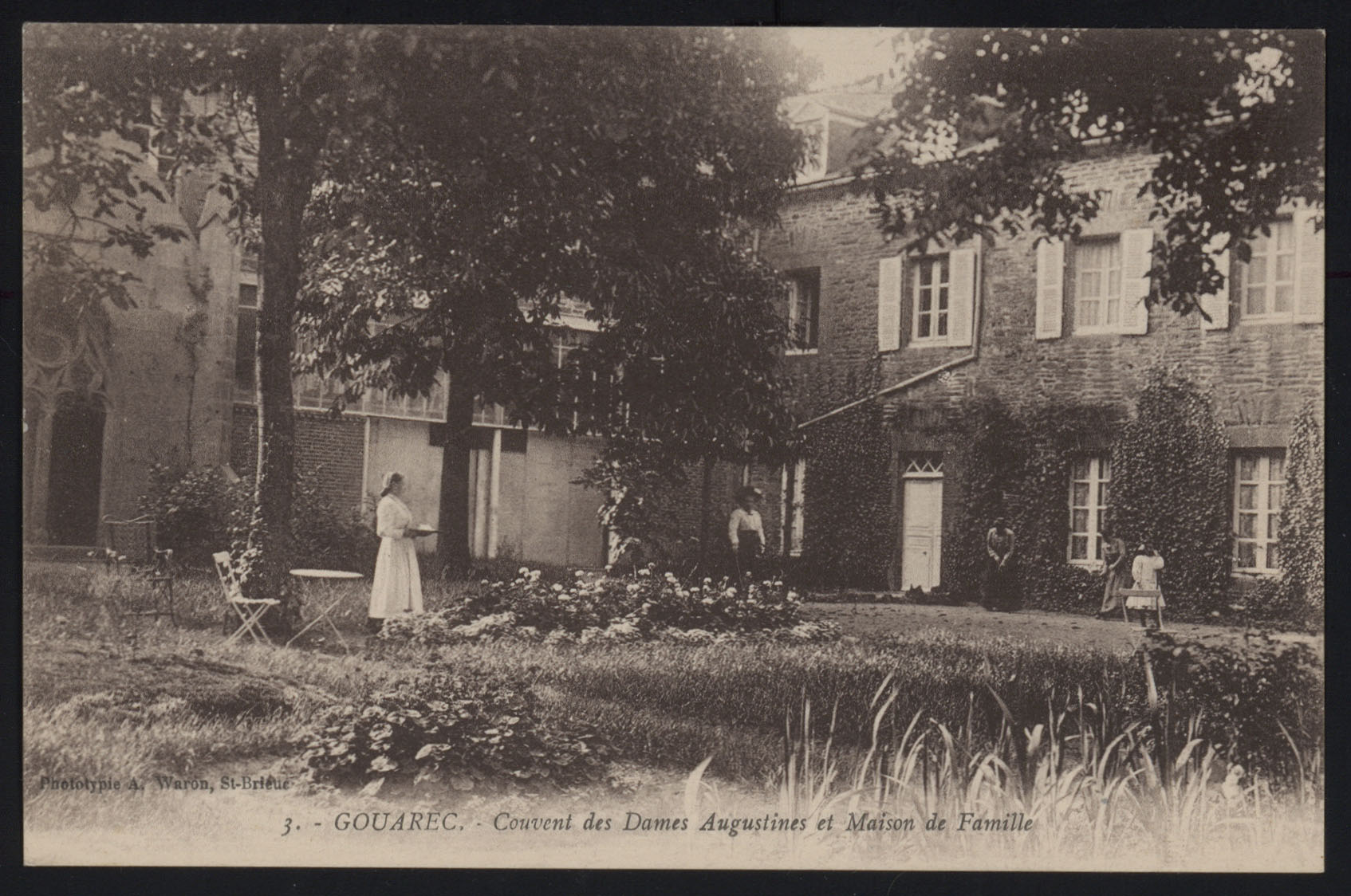
Le couvent des Dames Augustines et la maison de famille vers 1925.
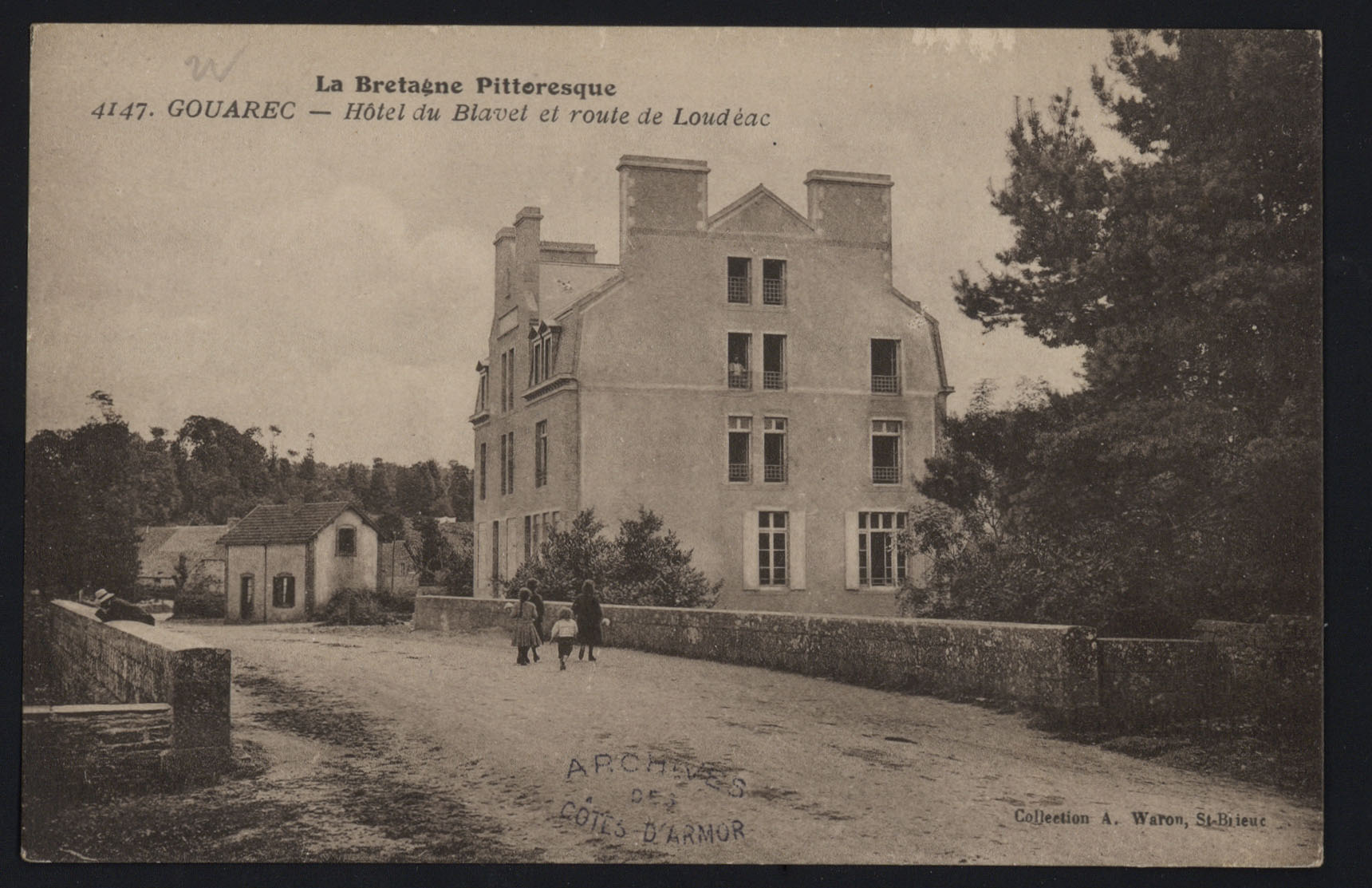
L'hôtel du Blavet et la route de Loudéac.

#### La Seconde Guerre mondiale
Le monument aux morts porte les noms de 9 soldats morts pour la France ; parmi eux : le 18 mai 1944 à 13 h 30, Louis Allenou, boulanger-pâtissier de la commune et responsable FTPF, né le 28 novembre 1913 à Gouarec, et son mitron Roger Melscoët sont arrêtés par la Gestapo au domicile du boulanger, situé au 14 rue au Lin. Après un violent interrogatoire, ils sont envoyés le même jour dans le quartier allemand de la maison d'arrêt de Saint-Brieuc. Le 19 mai, ils sont transférés au camp Margueritte de Rennes où Melscoët est libéré. Louis Allenou est, lui, envoyé sur le Frontstalag 122 de Royallieu-Compiègne Il est déporté par le convoi du 28 juillet 1944 avec 1 652 hommes pour le camp de concentration de Neuengamme, destination qu'il atteindra le 31 juillet. Enregistré sous le matricule 40.182, il est affecté au kommando Bremen-Ostefort où il a comme tâche de réaliser un bunker pour sous-marins.). Il est évacué en avril 1945 à la suite de l'arrivée des Soviétiques vers le camp de Neuengamme principal puis celui de Sandbostel.
Le 19 avril, les Allemands font embarquer plusieurs milliers de déportés sur 4 bateaux navires : les paquebots Cap Arcona et Deutschland IV (ce dernier n'étant finalement pas chargé), les cargos Thielbek et Athen qu'ils prévoient de couler avec des sous-marins. Cependant, à 14h30, la Royal Air Force bombarde les navires sans savoir que certains sont remplis de déportés, le Cap Arcona et le Thielbek coulent, près de 7 300 déportés périrent en 30 minutes. Allenou était à bord du  Cap-Arcona.
Aujourd'hui, sa maison est encore visible, transformée depuis en boutique d'antiquité. Une plaque commémorative a été apposée à sa façade, en hommage à ce fameux résistant gouarécain. Son nom apparaît aussi sur le monument aux morts.
Georges Gaude, chasseur au 501e régiment de chars de combat est tué à l'ennemi le 20 août 1944 à Écouché (Orne).
Jean Le Moulec, résistant FTPF, arrêté à Silfiac, est condamné à mort  et exécuté dans la citadelle de Port-Louis en juin 1944. Auguste Paulou, autre résistant, arrêté sur dénonciation à Gouarec par des gendarmes français, après avoir été contraint de travailler pour les Allemands à Dantzig, puis à Kiel, fut transféré au Camp de concentration de Natzweiler-Struthof où il décéda le 25 mai 1943.

#### L'après Seconde Guerre mondiale
Une école privée catholique de garçons, l'école Saint-Georges, ouvre en septembre 1948.
Un soldat (Jacques Girot) originaire de Gouarec est mort pour la France durant la guerre d'Algérie.

### LeXXIesiècle
En 2020, environ 150 Britanniques habitent à Gouarec alors que la population communale totale est d'environ 900 habitants. Une association basée à Gouarec, Intégration Kreiz-Breizh, œuvre depuis 2003 auprès des Britanniques installés dans le Centre-Bretagne qui sont environ un millier installés à cheval sur le Finistère, les Côtes-d'Armor et le Morbihan.

## Héraldique
| Blason | Blasonnement : D'argent au poisson d'azur posé en pal, au chef de gueules chargé de trois mâcles d'or. |

## Politique et administration
| Période                                  | Période      | Identité                | Étiquette                  | Qualité                                                                              |
| ---------------------------------------- | ------------ | ----------------------- | -------------------------- | ------------------------------------------------------------------------------------ |
| Les données manquantes sont à compléter. |              |                         |                            |                                                                                      |
|                                          |              | Fraval                  |                            |                                                                                      |
| 1807                                     | 1814         | Antoine Racinet         |                            |                                                                                      |
| 1814                                     | 1816         | Louis Le Bourhis        |                            |                                                                                      |
| 1816                                     | 1826         | Jean Le Duigou          |                            |                                                                                      |
| 1826                                     | 1830         | Antoine Racinet         |                            | Déjà maire entre 1807 et 1814.                                                       |
| 1830                                     | 1831         | Pierre Le Moign         |                            |                                                                                      |
| 1831                                     | 1831         | Jean-Marie Loyer        |                            | Notaire. Avocat. Maire de Glomel entre 1831 et 1834. Représentant du peuple en 1848. |
| 1831                                     | 1834         | Louis-Jérôme Le Bourhis |                            | Greffier de paix.                                                                    |
| 1834                                     | 1840         | Louis Fraval            |                            |                                                                                      |
| 1840                                     | 1851         | Antoine-Marie Racinet   |                            | Fils d'Antoine Racinet, maire entre 1807 et 1814.                                    |
| 1851                                     | 1870         | Pierre Le Moign         |                            | Notaire. Déjà maire en 1830-1831.                                                    |
| 1870                                     | 1902         | Pierre-Marie Le Moign   |                            | Fils de Pierre Le Moign, maire précédent.                                            |
| 1902                                     | 1908         | Urbain Le Duigou        |                            | Commerçant. Fils de Jean Le Duigou, maire vers 1825.                                 |
| 1908                                     | 1909         | Georges Le Moign        | Socialiste révolutionnaire | Avocat. Conseiller général.                                                          |
| 1909                                     | 1914         | Louis Le Rouzic         |                            | Laboureur.                                                                           |
| 1914                                     | 1917         | Yves-Marie Penault      |                            | Aubergiste.                                                                          |
| décembre 1919                            | mai 1935     | Hippolyte Le Moign      | Droite                     |                                                                                      |
| mai 1935                                 | mai 1945     | Jean François Le Maoult | Droite                     | Agriculteur                                                                          |
| mai 1945                                 | février 1965 | Hippolyte Le Moign      | Droite                     | Déjà maire entre 1919 et 1935.                                                       |
| mars 1965                                | mars 1971    | Yves Boscher            |                            |                                                                                      |
| 1983                                     | 2006         | Paul Guéguen            | DVG                        | Agriculteur                                                                          |
| 2006                                     | 25 mai 2020  | Jean-Yves Le Guyader    | PS                         | Retraite                                                                             |
| 25 mai 2020                              | En cours     | Jérôme Lejart,          |                            | Chef d'entreprise                                                                    |

## Démographie
| 1793 | 1800 | 1806 | 1821 | 1831 | 1836 | 1841 | 1846 | 1851 |
| ---- | ---- | ---- | ---- | ---- | ---- | ---- | ---- | ---- |
| 687  | 678  | 640  | 631  | 806  | 792  | 809  | 806  | 678  |

| 1856 | 1861 | 1866 | 1872 | 1876 | 1881 | 1886 | 1891 | 1896 |
| ---- | ---- | ---- | ---- | ---- | ---- | ---- | ---- | ---- |
| 855  | 873  | 871  | 826  | 815  | 811  | 809  | 810  | 782  |

| 1901 | 1906 | 1911 | 1921 | 1926 | 1931 | 1936 | 1946 | 1954 |
| ---- | ---- | ---- | ---- | ---- | ---- | ---- | ---- | ---- |
| 825  | 806  | 690  | 680  | 687  | 628  | 654  | 807  | 704  |

| 1962 | 1968 | 1975 | 1982  | 1990  | 1999 | 2006 | 2008 | 2013 |
| ---- | ---- | ---- | ----- | ----- | ---- | ---- | ---- | ---- |
| 721  | 771  | 819  | 1 012 | 1 026 | 952  | 965  | 947  | 891  |

| 2018 | 2022 | - | - | - | - | - | - | - |
| ---- | ---- | - | - | - | - | - | - | - |
| 942  | 912  | - | - | - | - | - | - | - |

## Économie
Le canal de Nantes à Brest a marqué l'économie du bourg. On voit encore les vestiges du port fluvial et l'écluse restaurée récemment pour le passage des « houseboats » de tourisme.
Une grande maison bourgeoise, près du canal, témoigne de la prospérité des commerçants à l'époque des chalands. L'eau fait partie aussi des malheurs de la ville, lorsque, au moment des crues, on se déplace en barque dans les rues de Gouarec.

## Lieux et monuments

### Les halles de Gouarec

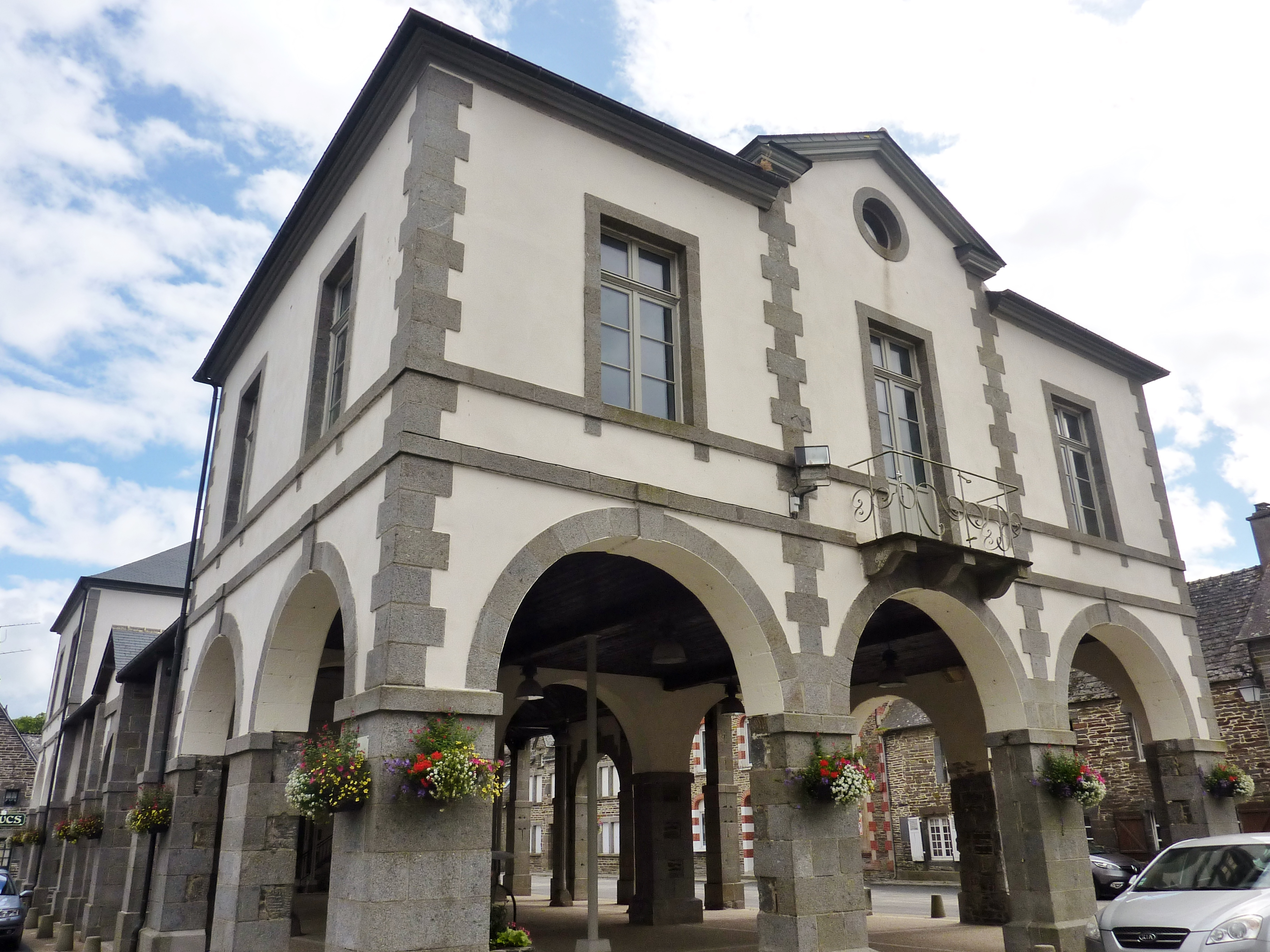
Les halles de Gouarec.

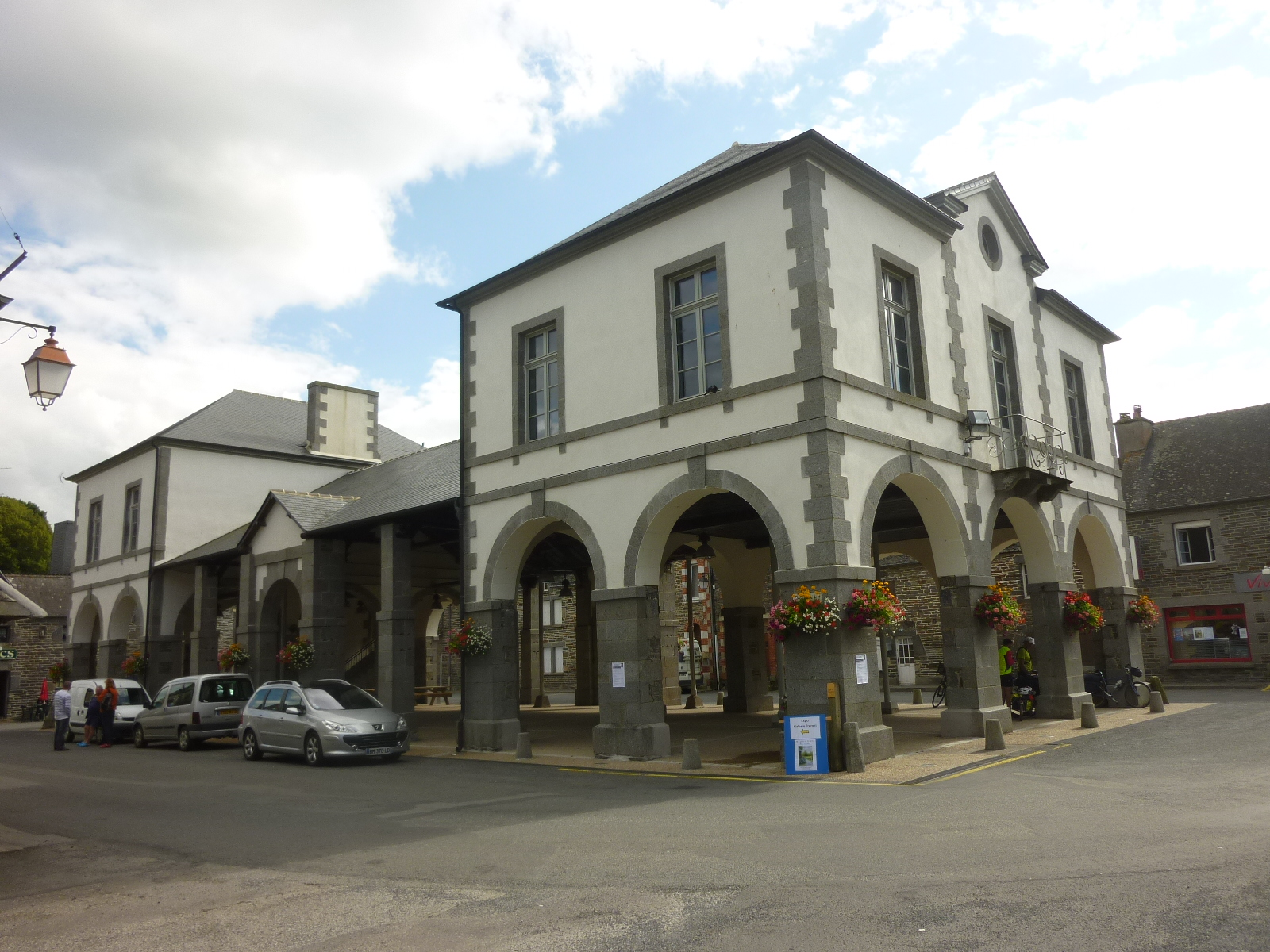
Halles de Gouarec.

Les Halles construites au XVIIIe siècle étaient tout d'abord la propriété du Duc de Rohan. En 1851, la commune s'en rendit propriétaire et le 1er samedi de chaque mois se déroulera sous ses arcades une foire. La commune perçut de ce fait un droit d'étalage de la part des commerçants participant à ce marché.
Véritable monument historique, la halle était à l'origine le lieu du marché, à l'étage se trouvait l'école. Le marché ouvert a été transformé en salle des fêtes. Des travaux terminés fin 2013 ont permis de dégager les arches de la halle et de lui redonner son aspect d'antan.

### Le pavillon de Rohan
Ancien rendez-vous de chasse, il servait également à rendre la justice. Construit en schiste et granite, la façade est inscrite aux Monuments historiques. Restauré récemment, le pavillon de Rohan est orné sur sa façade du blason de la Maison de Rohan avec les macles « symbole d'une pierre métallifère » exploitée dans la région et transformée notamment aux « Forges des Salles », un site unique créé pour la transformation du métal. Le pavillon de Rohan a connu de nombreux locataires. L'un des plus originaux était un photographe hollandais qui y avait installé son laboratoire photographique. L'instabilité de la fourniture de courant électrique néfaste au bon fonctionnement de la machine de développement l'a découragé.
Le pavillon de Rohan abrite l'association franco-anglaise AIKB (Association Intégration Kreiz Breizh) dont le but est d'aider l'intégration des habitants anglophones dans la région. En plus, l'Association gère le Point Info Tourisme de la ville. Dans les étages, des salles accueillent des expositions temporaires de peintures, sculptures et photographies.

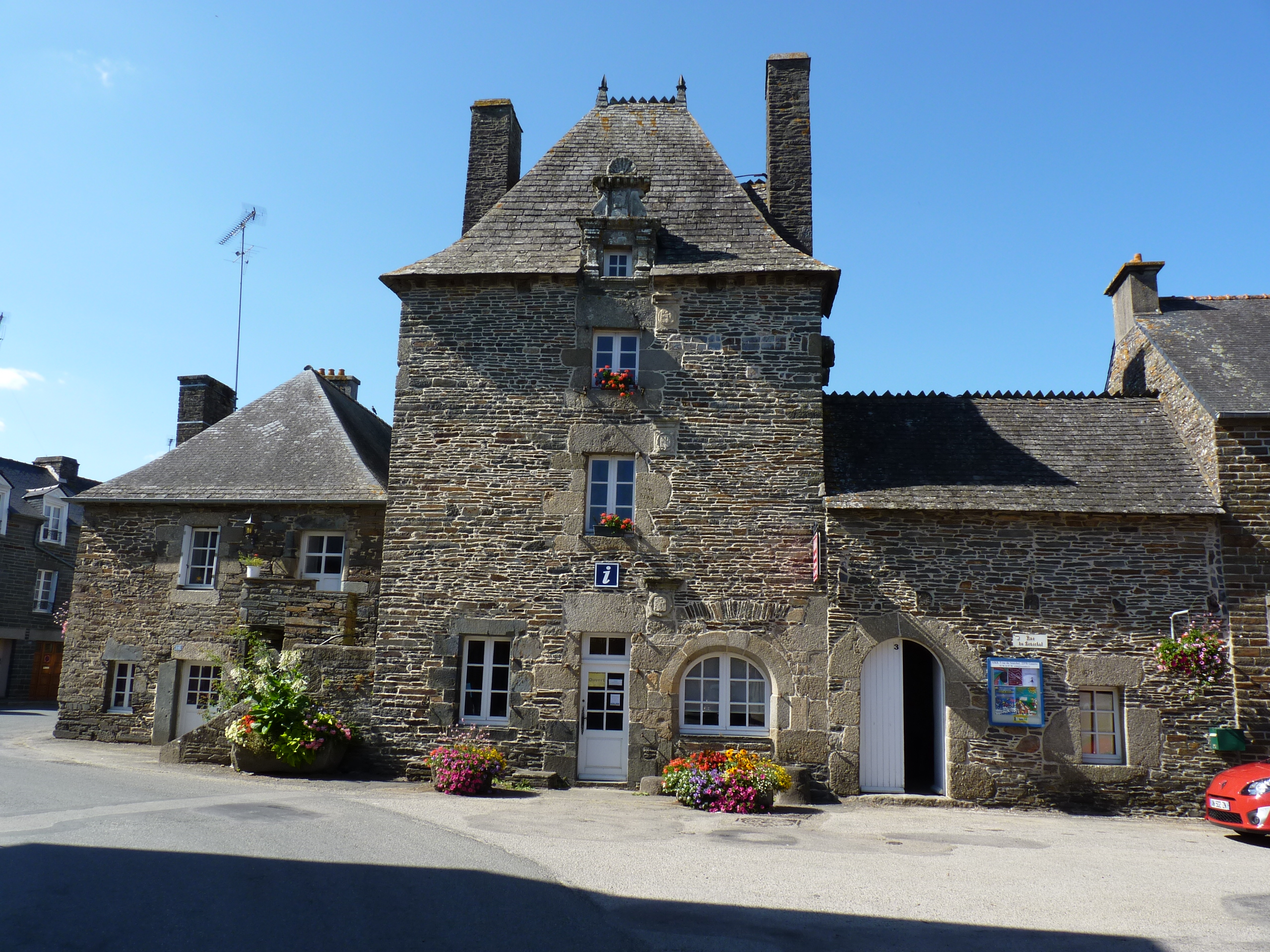
Le pavillon de Rohan vu de face
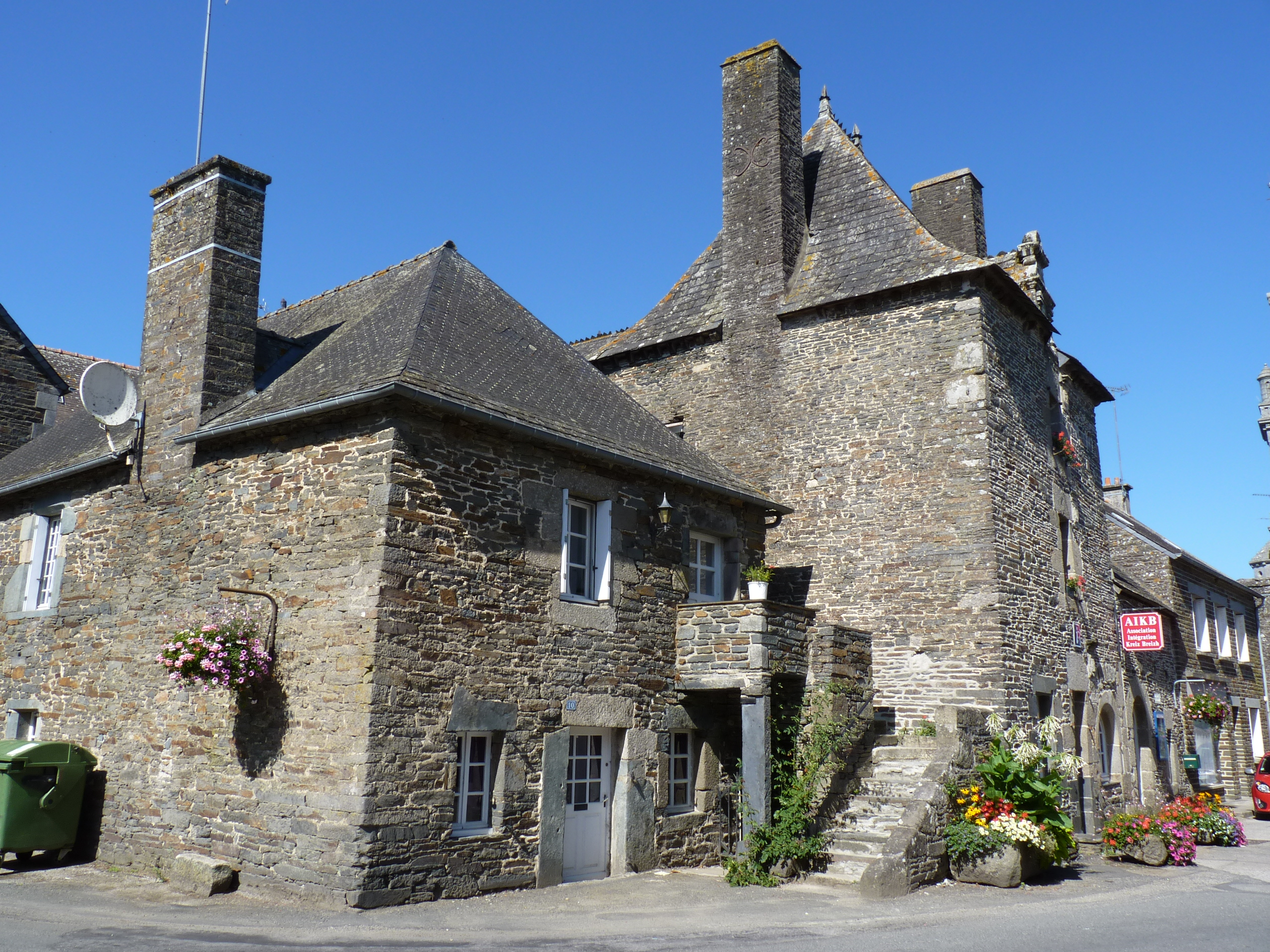
Le pavillon de Rohan vu de côté
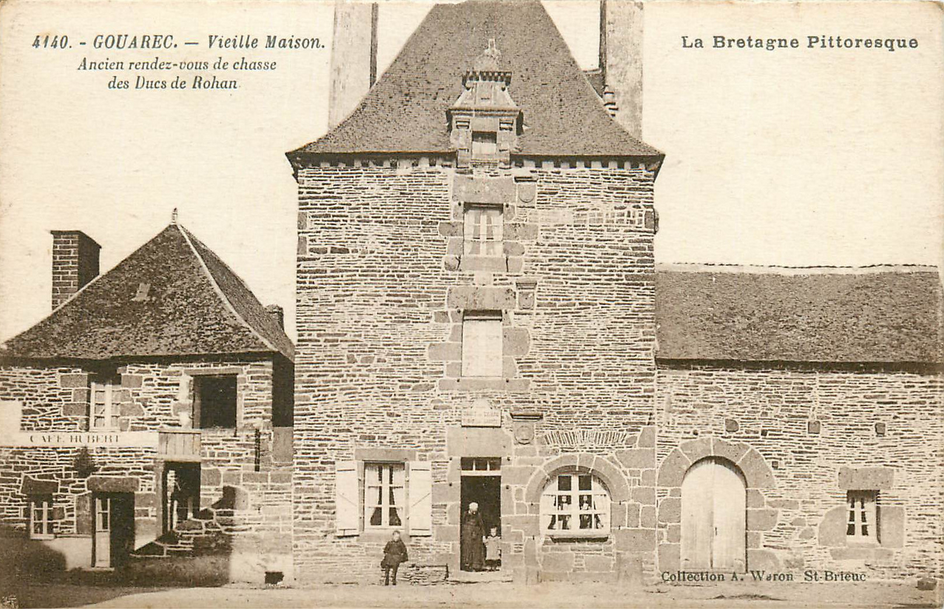
Le pavillon de Rohan vers 1900 (Carte postale A. Waron)

### Autres lieux et monuments
- Église paroissiale Notre-Dame de la Fosse, construite en 1828.

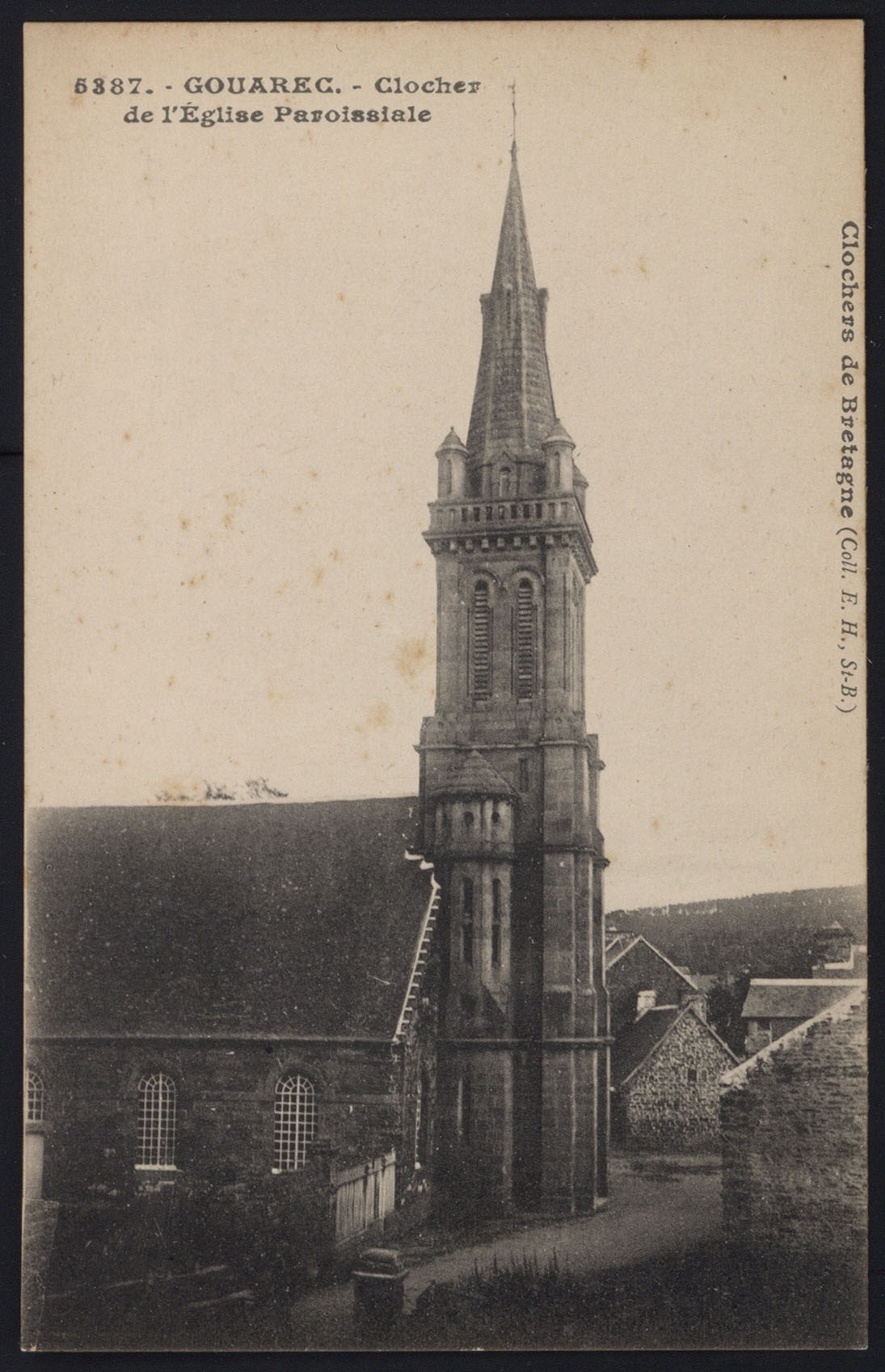
Le clocher de l'église paroissiale (carte postale, vers 1925).
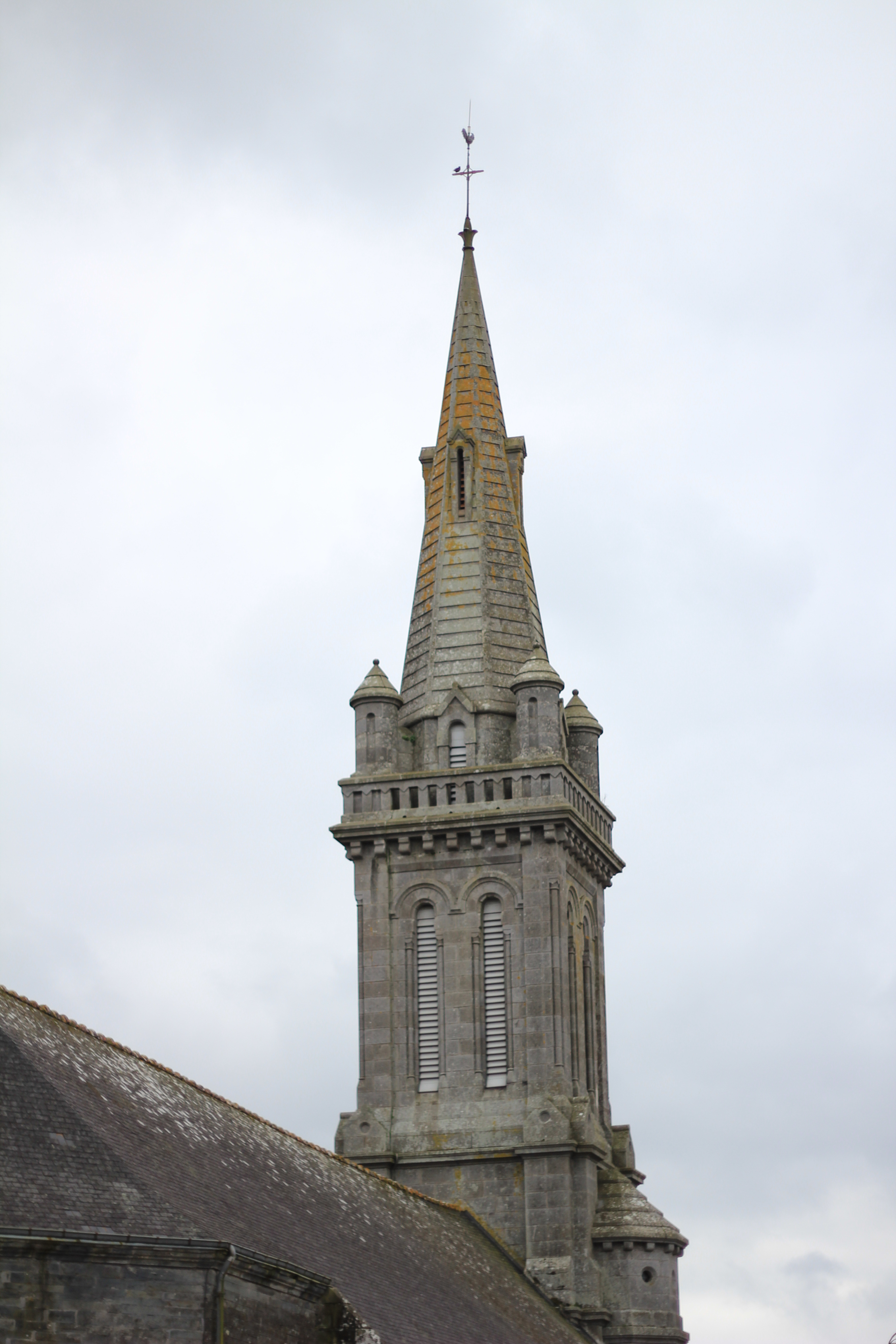
Église Notre-Dame : le clocher.
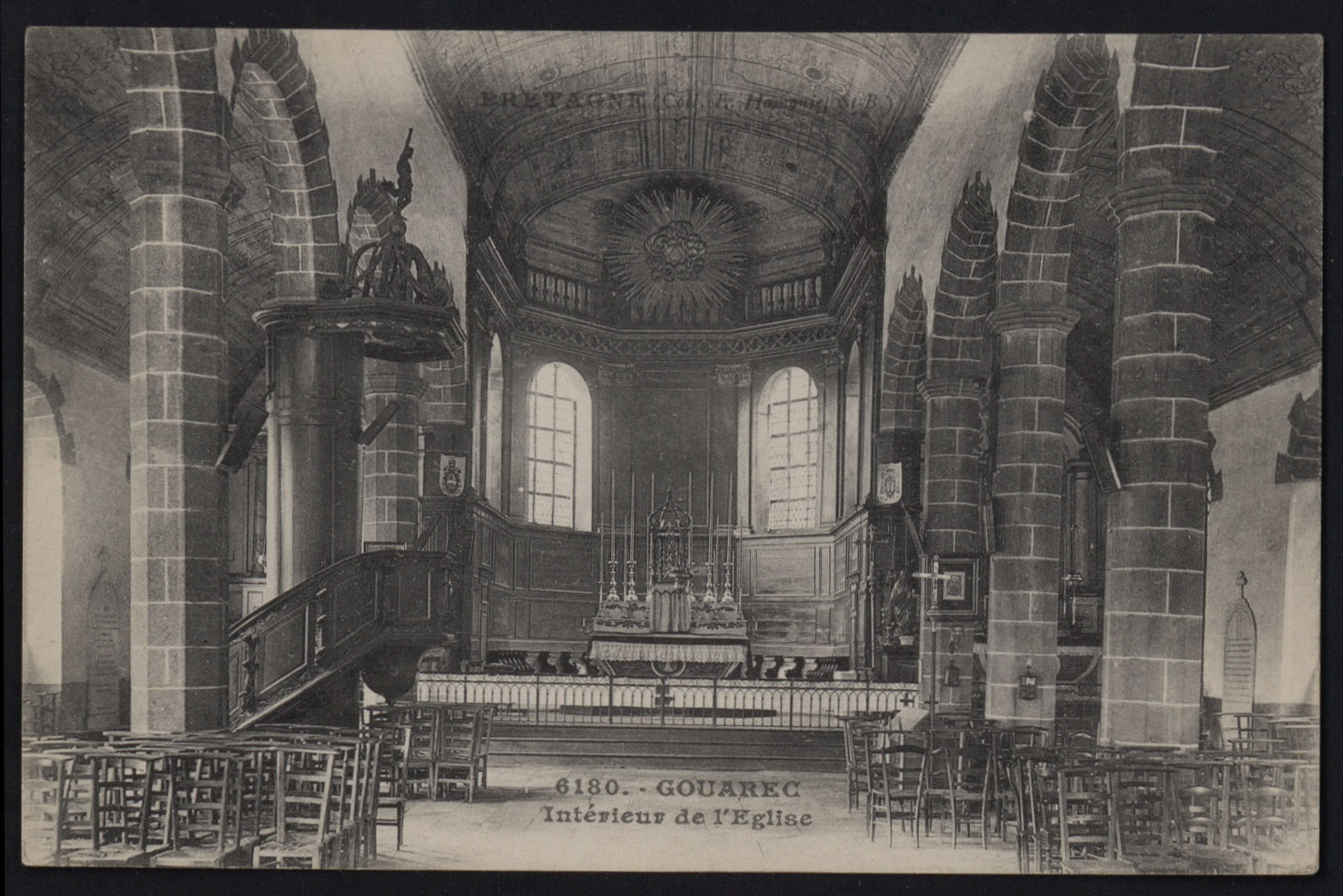
Église Notre-Dame : vue intérieure (carte postale, vers 1925).
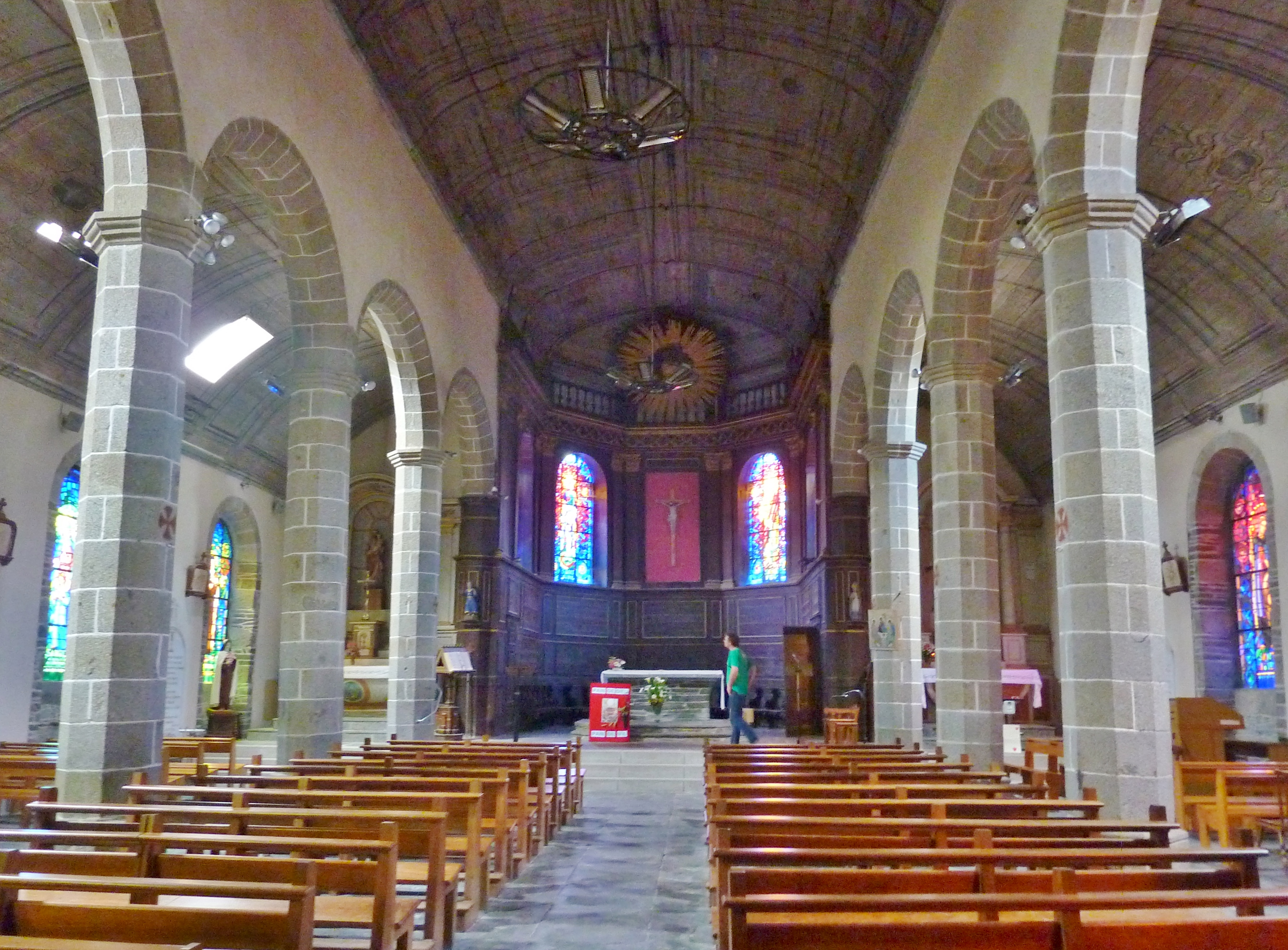
Église Notre-Dame : vue intérieure d'ensemble.
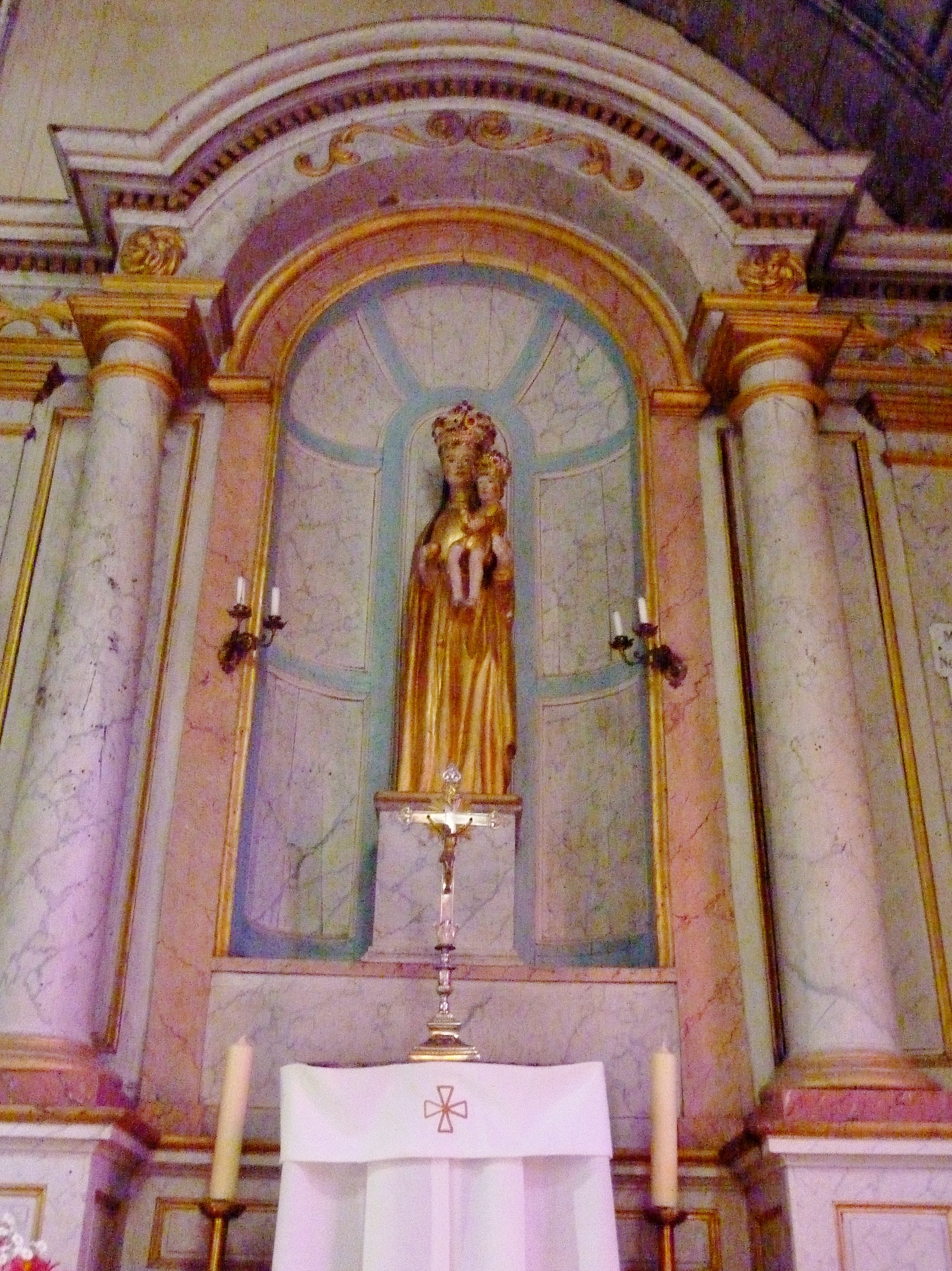
Église Notre-Dame de la Fosse, statue de Notre-Dame de la Fosse (Vierge à l'Enfant).
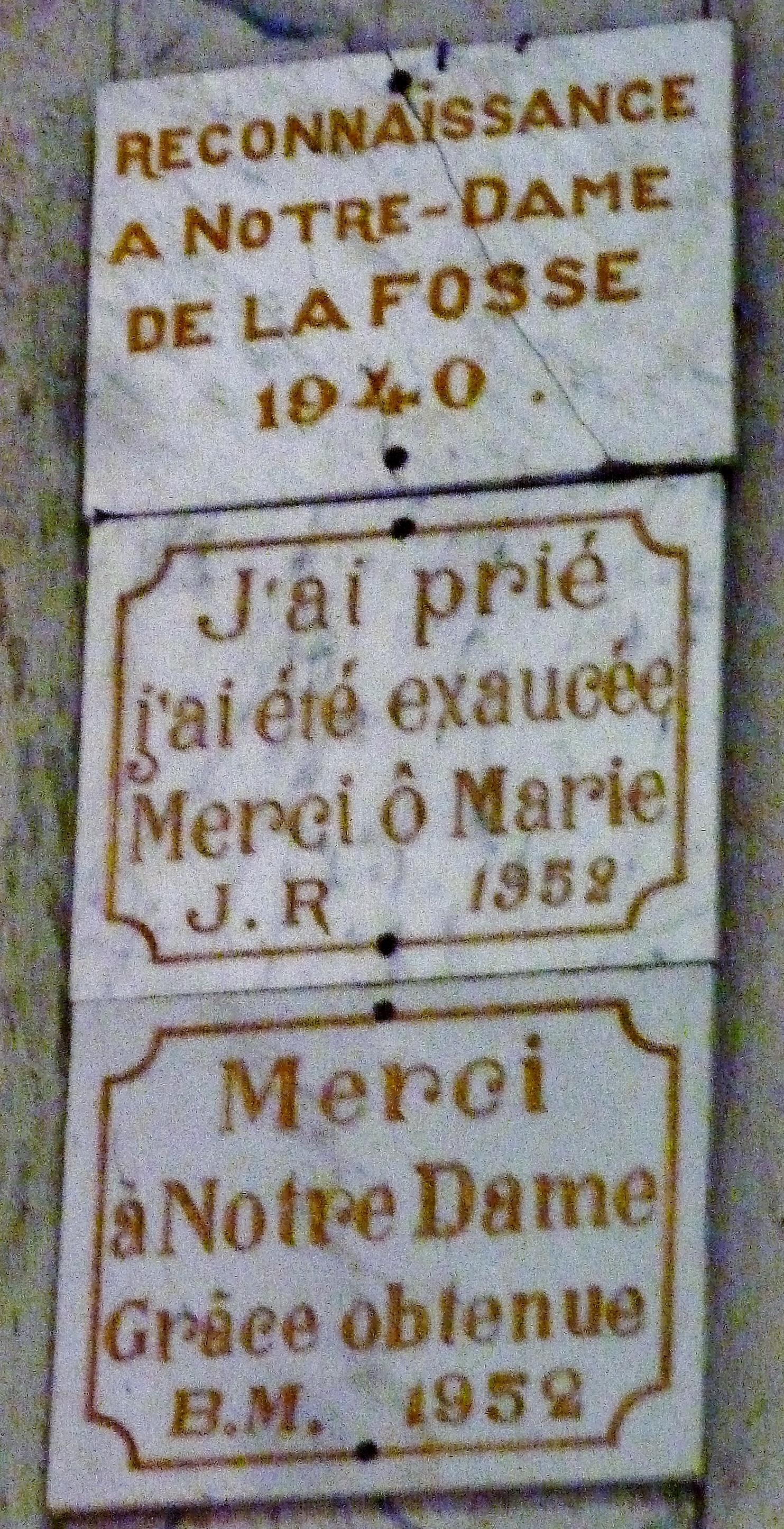
Église Notre-Dame de la Fosse, ex-votos de remerciement à Notre-Dame de la Fosse.

- Chapelle Saint-Gilles date du XVIe siècle, la chapelle était sous l'Ancien Régime église tréviale de la paroisse de Plouguernével, diocèse de Quimper, raison pour laquelle elle est entourée d'un cimetière et possède un ossuaire[47]. Elle a remplacé un édifice plus ancien en faveur duquel une bulle d'indulgence fut donnée le 30 avril 1387 par le pape Urbain VI. Cette chapelle a été rénovée en 1990 (le pignon supportant le clocheton a dû être démonté pierre par pierre, et remonté intégralement ; les toitures ont été entièrement refaites)[48], elle est inscrite au titre des monuments historiques par arrêté du 27 février 1926[49].

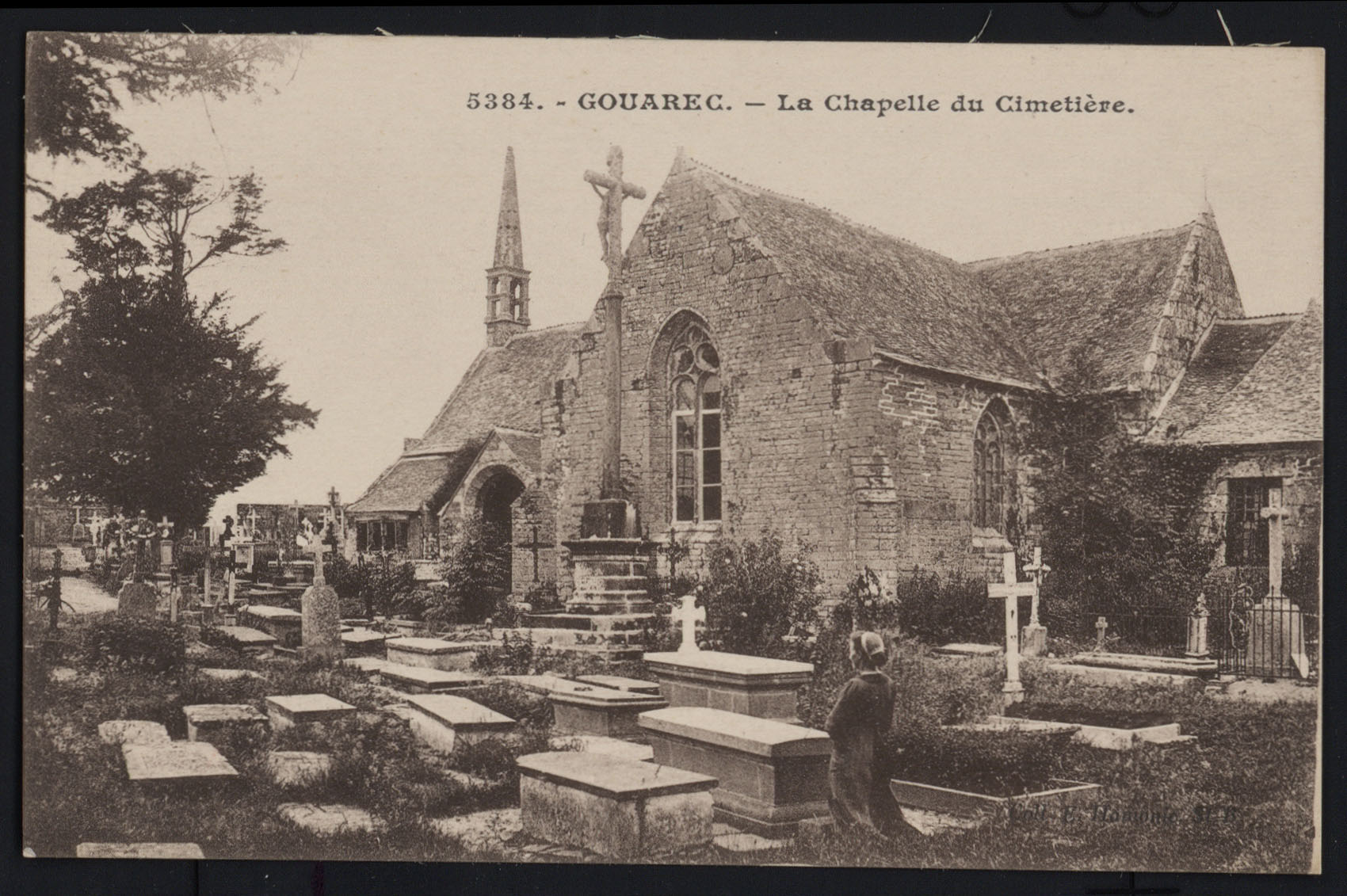
La chapelle Saint-Gilles et le cimetière vers 1920 (carte postale Émile Hamonic).
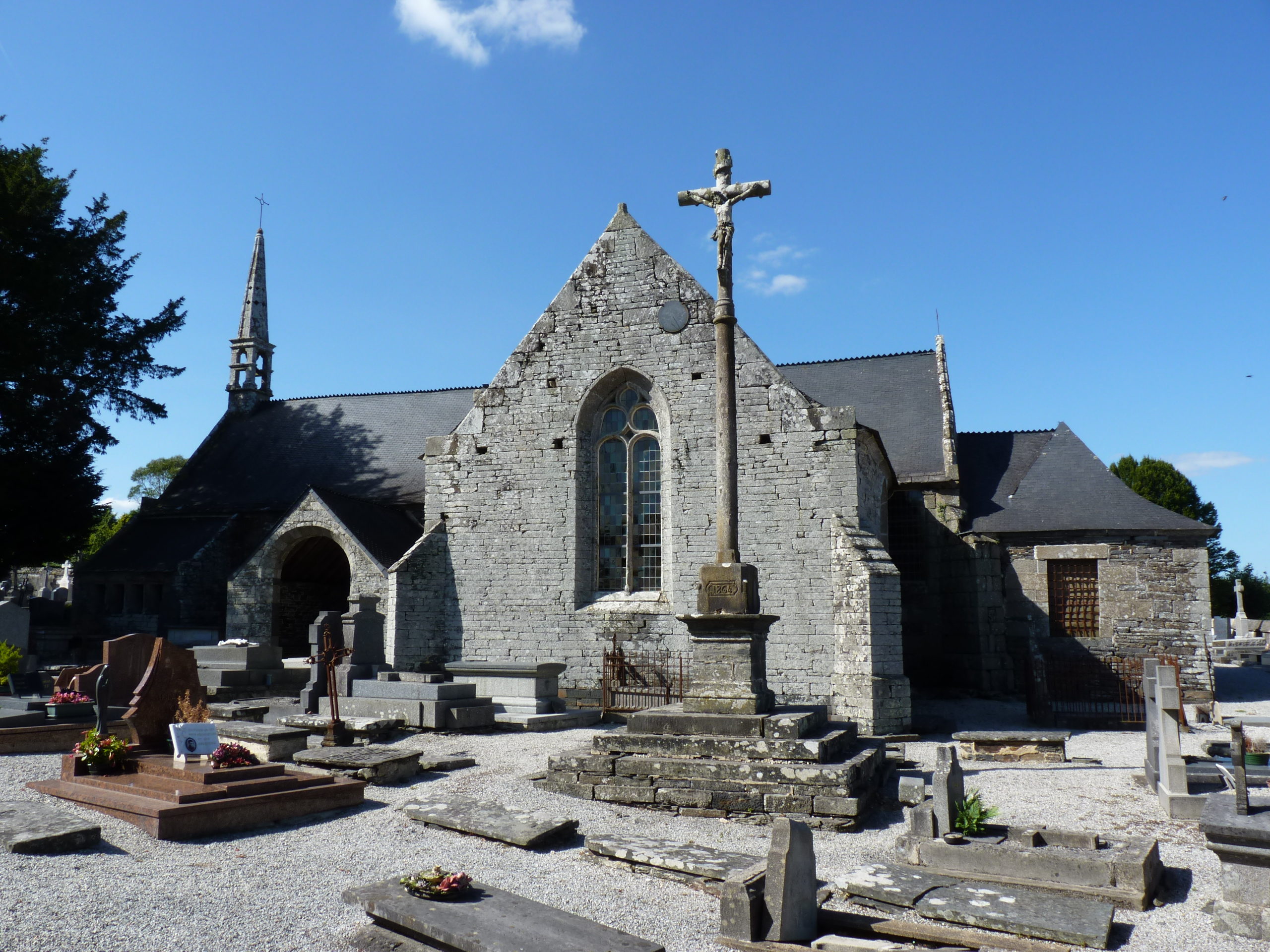
La chapelle Saint-Gilles et son enclos paroissial : vue d'ensemble.
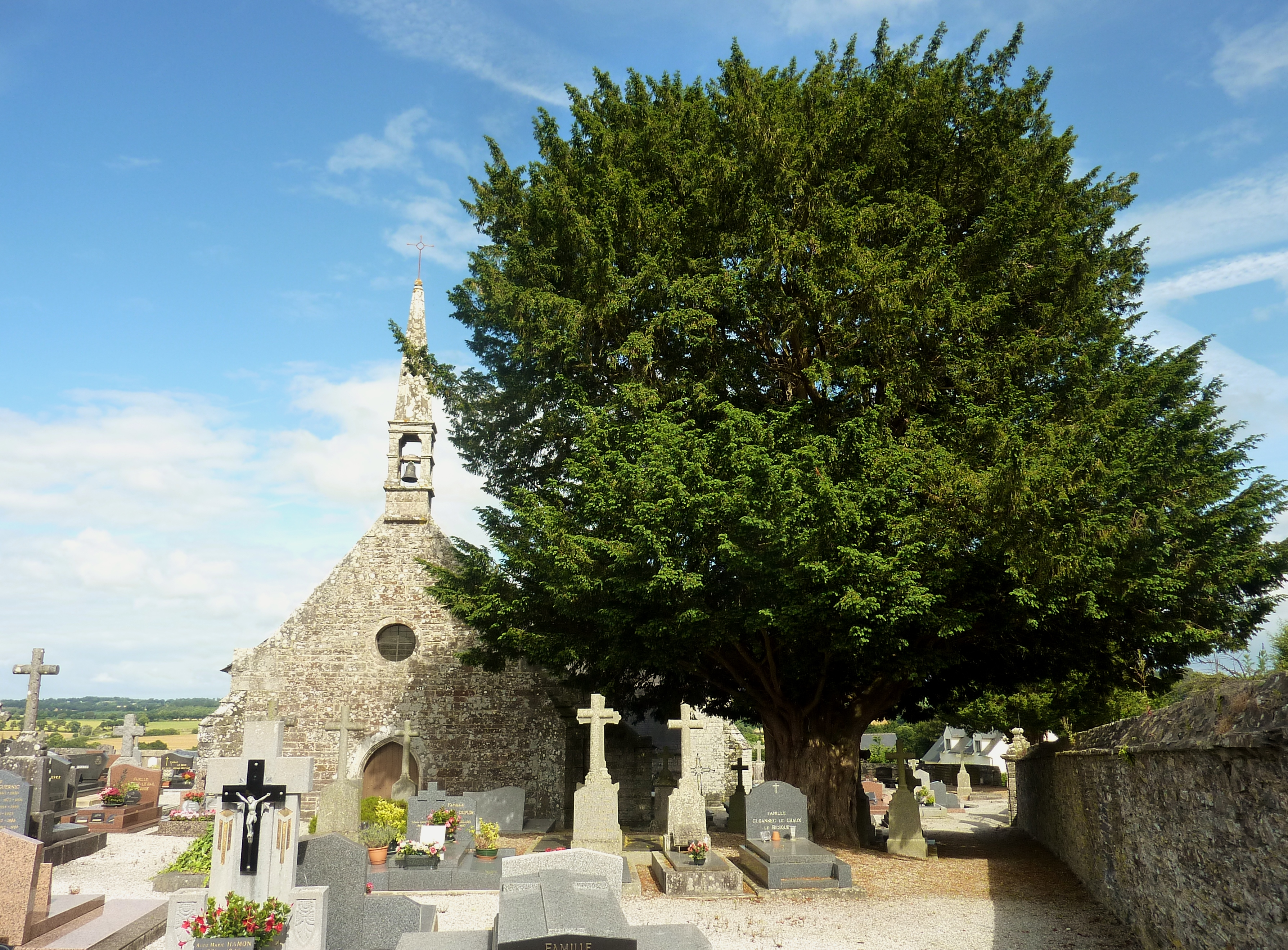
Le cimetière entourant la chapelle Saint-Gilles (ancienne église tréviale) et son if.
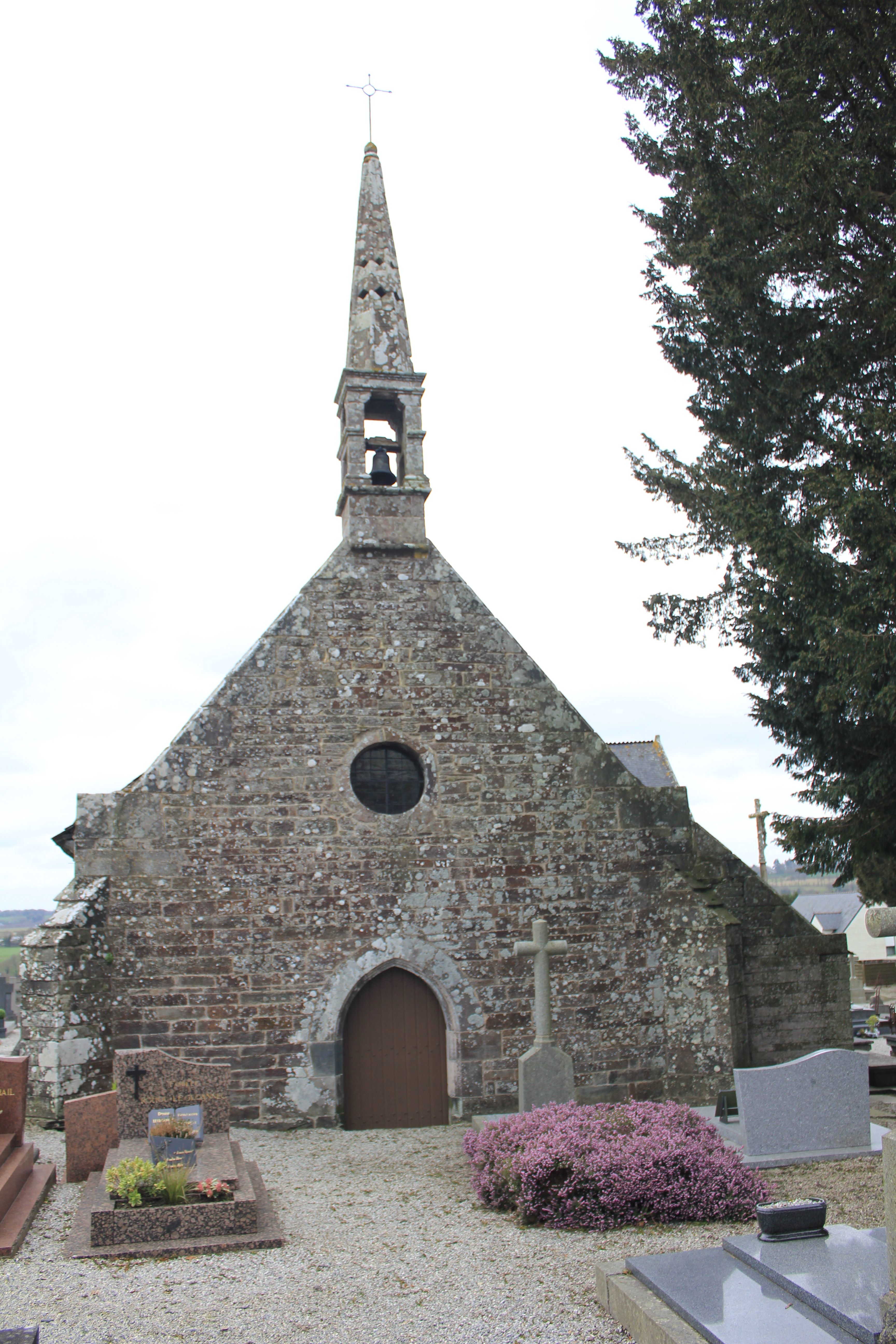
Chapelle Saint-Gilles : façade et clocher.
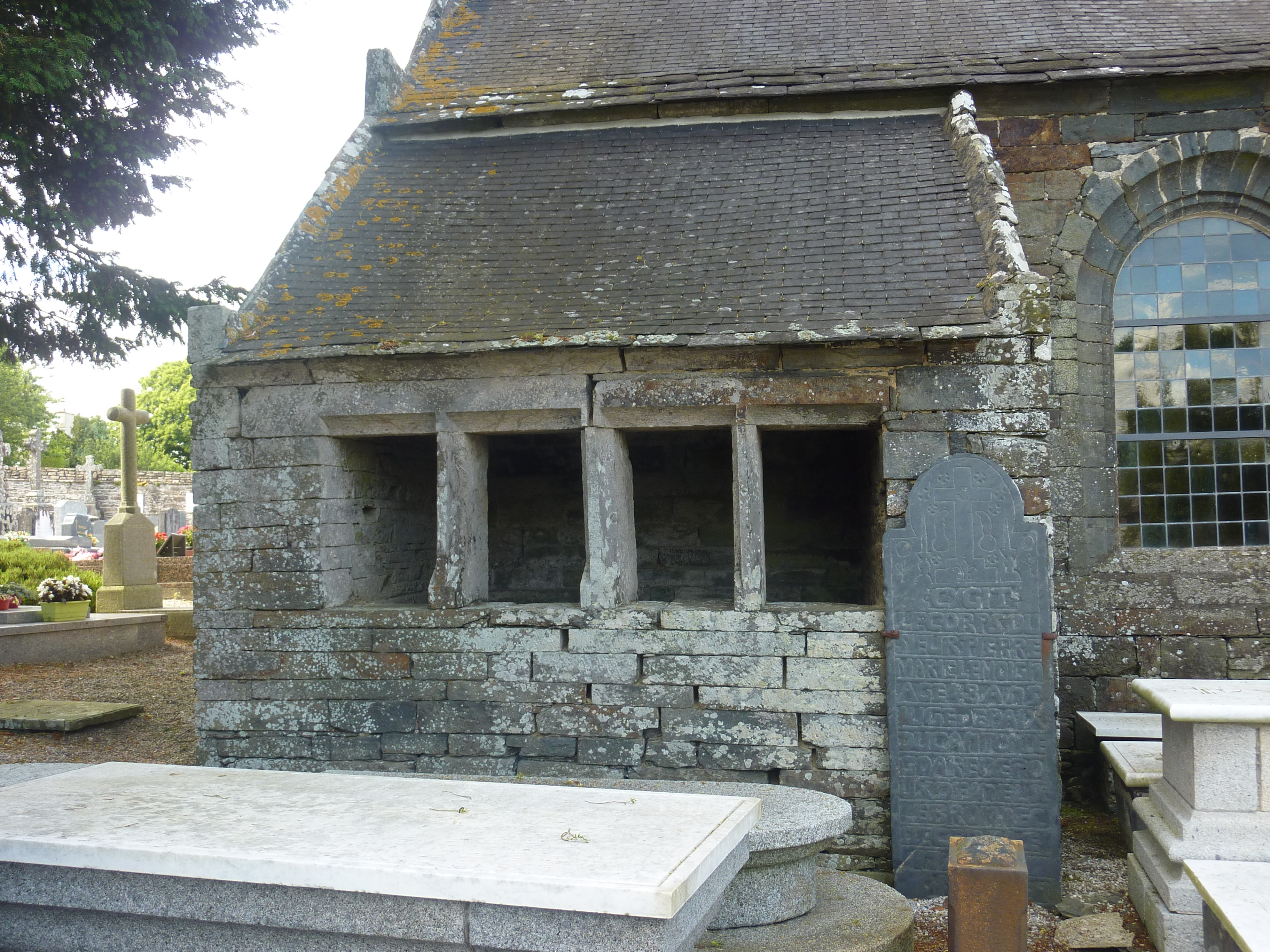
Chapelle Saint-Gilles : ossuaire et tombe ancienne.
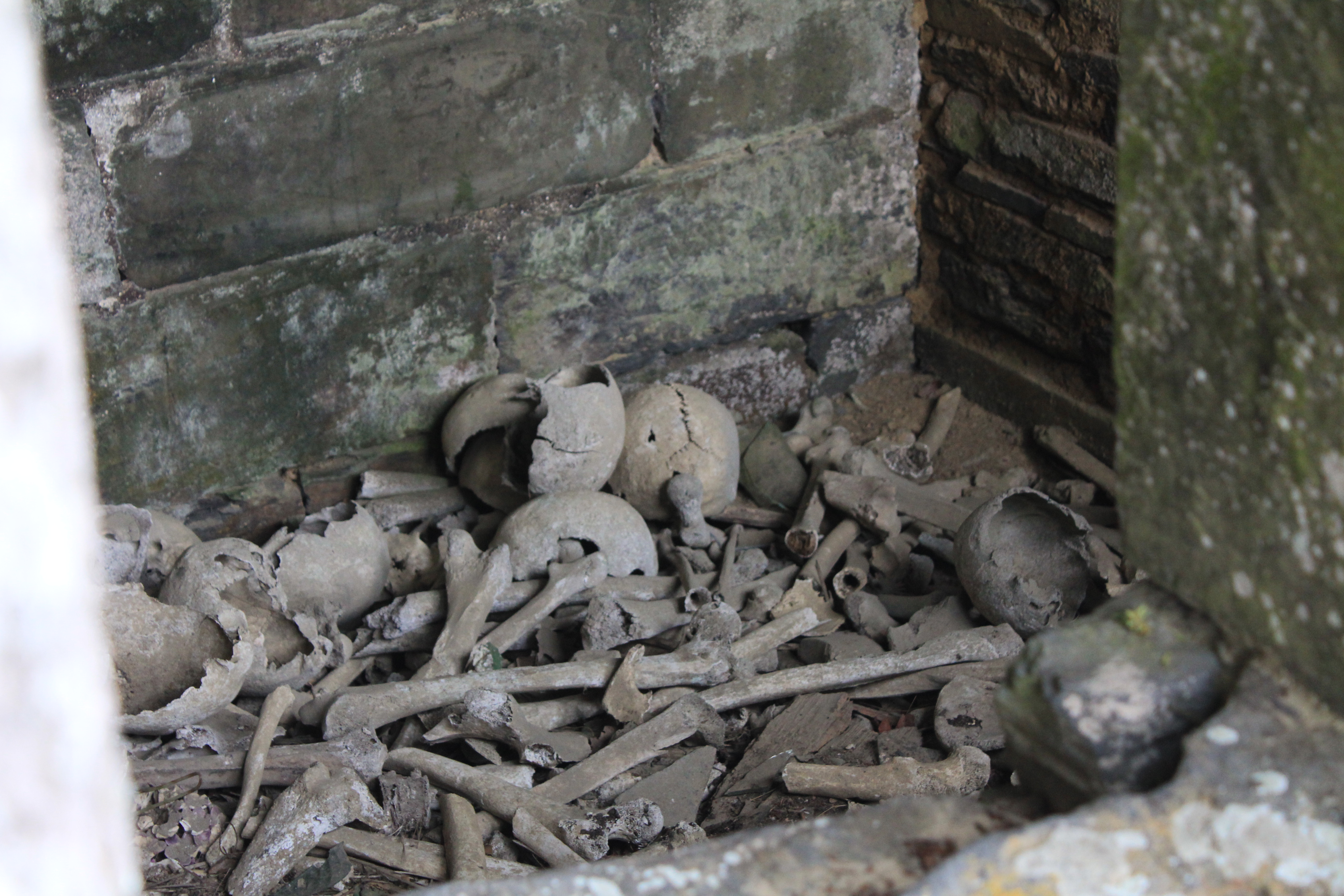
Chapelle Saint-Gilles : ossements dans l'ossuaire.

- Ancien presbytère (XIXe siècle).
- Chemin de fer de Bon-Repos, musée.
- Anciennes maisons autour de halles, construites en schiste (dite « pierre de Gouarec ») recouvertes d'ardoises également de la région. Maisons du XVIIe siècle également à Kerdélés et au hameau de Launay.

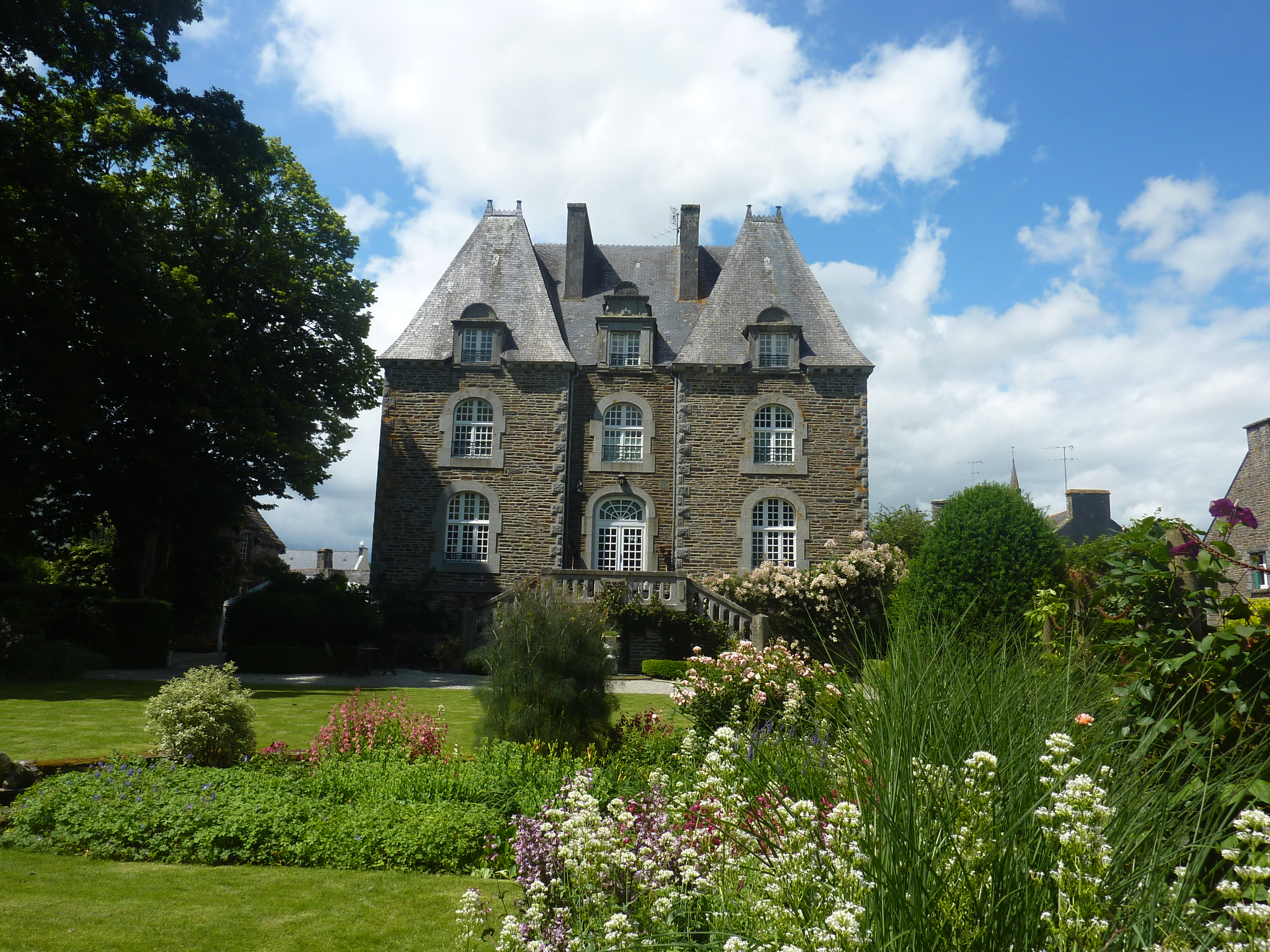
Gouarec : belle propriété près du bourg.
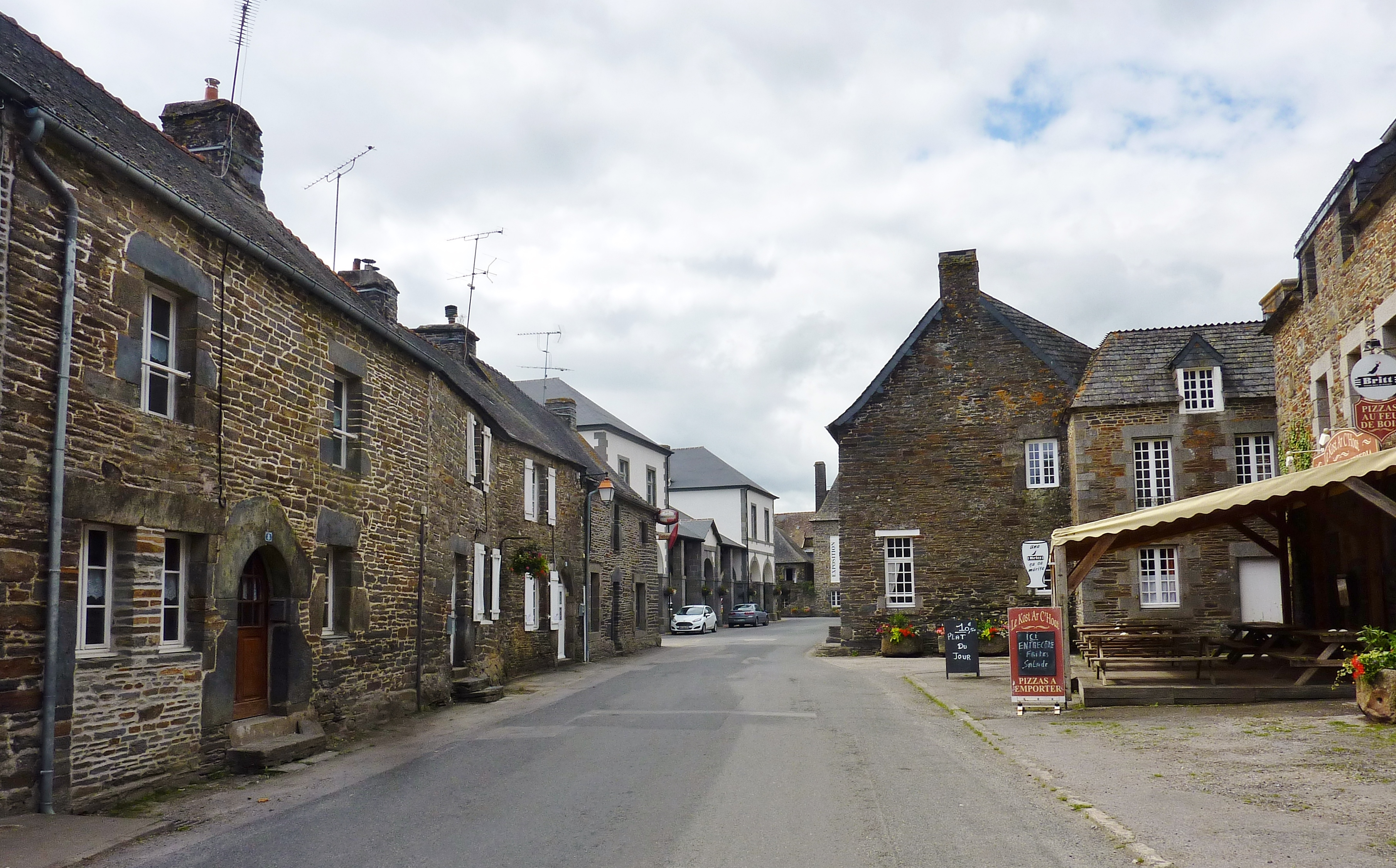
Gouarec : la rue principale avec ses maisons en schiste.
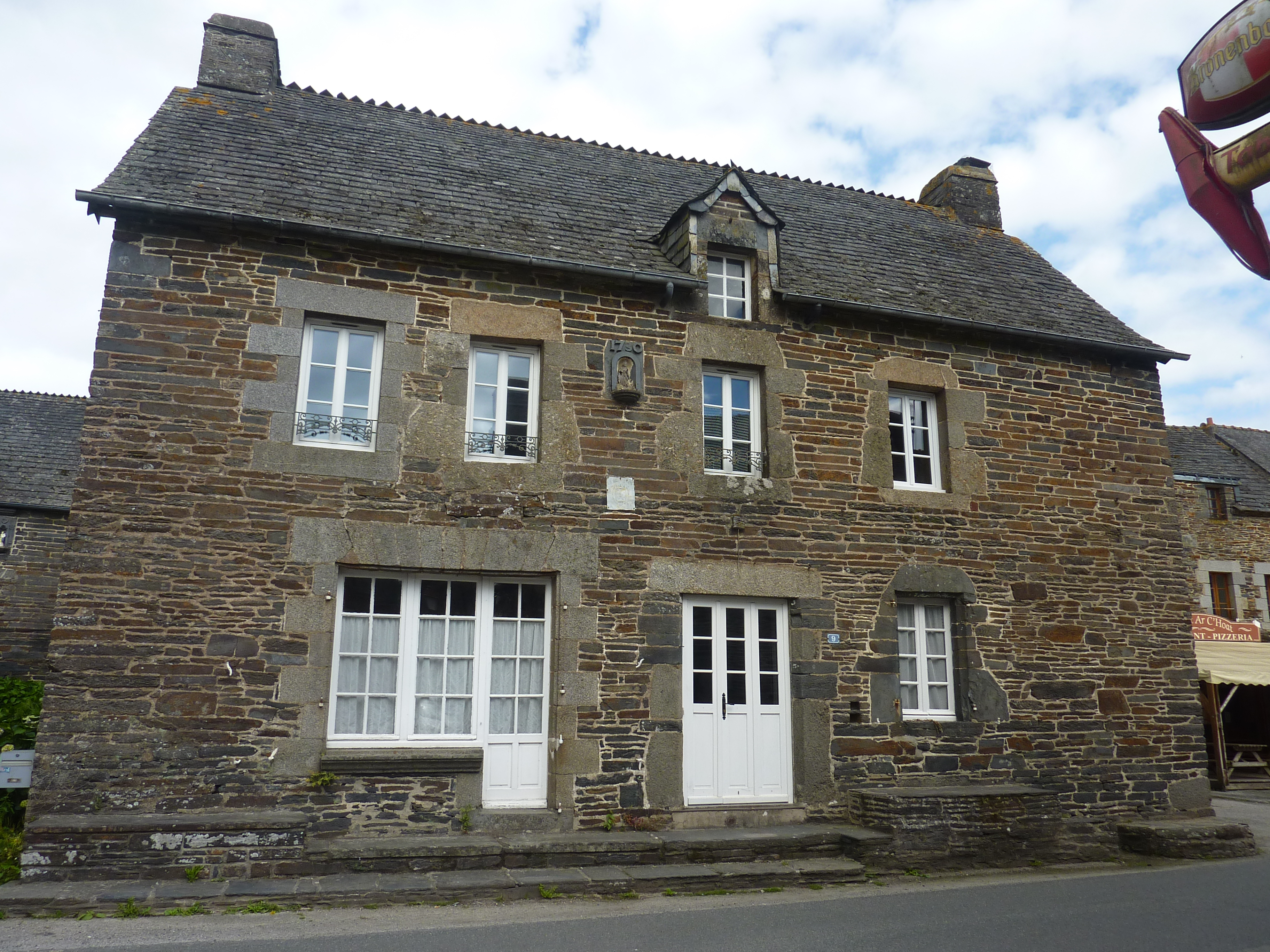
Bourg de Gouarec : maison en schiste.
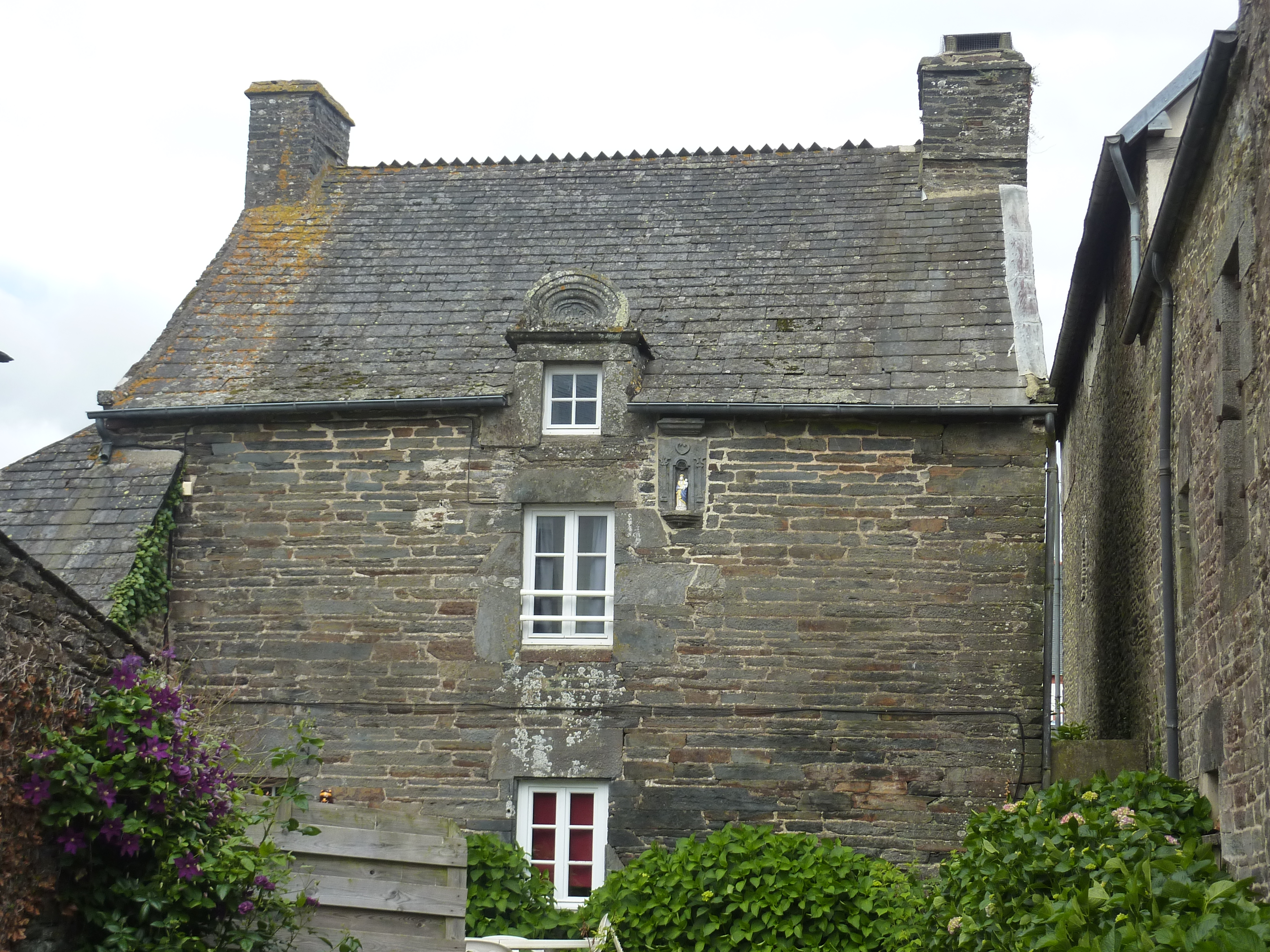
Gouarec : maison en schiste dans le bourg.
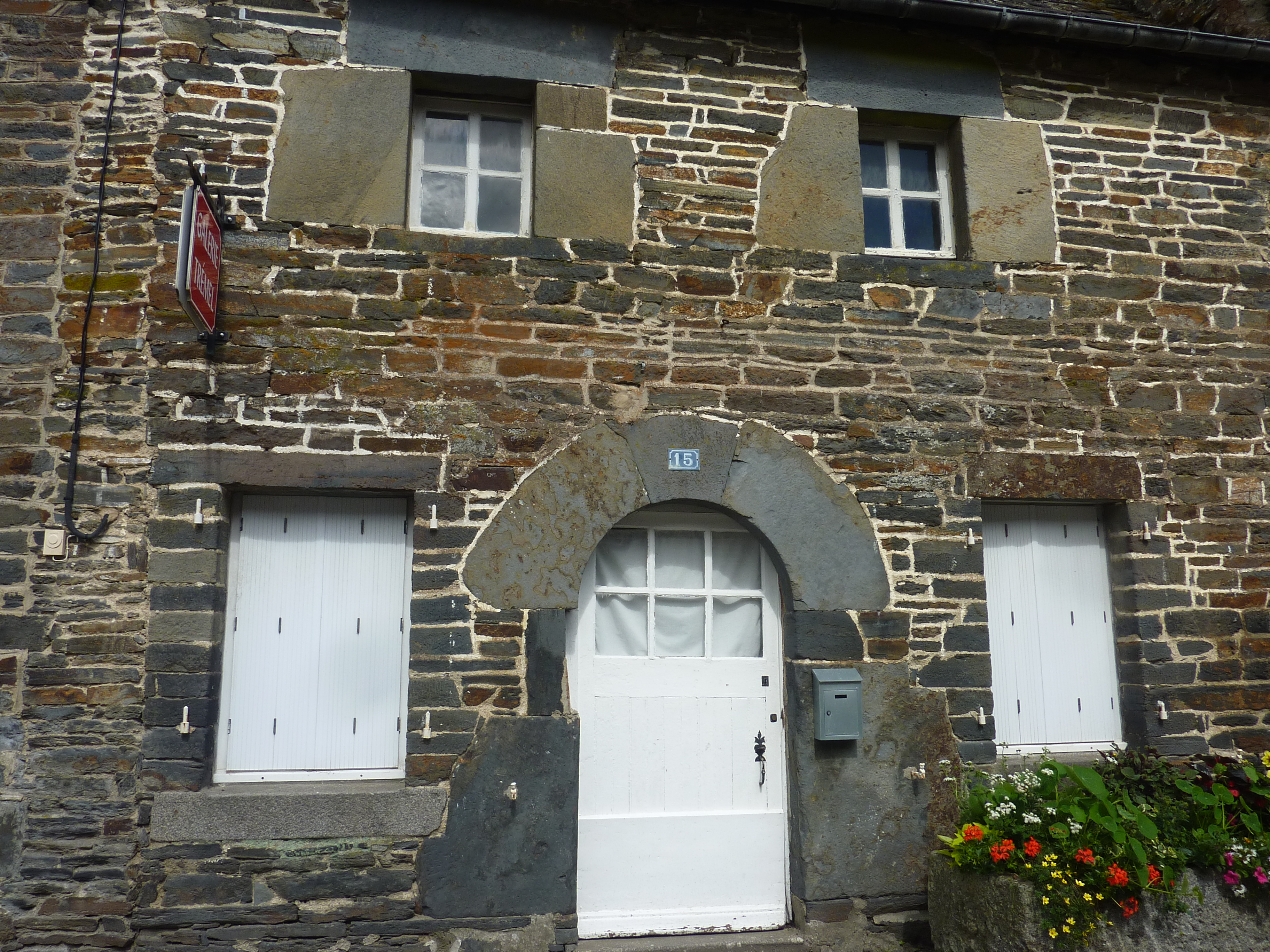
Bourg de Gouarec : façade d'une maison en schiste.
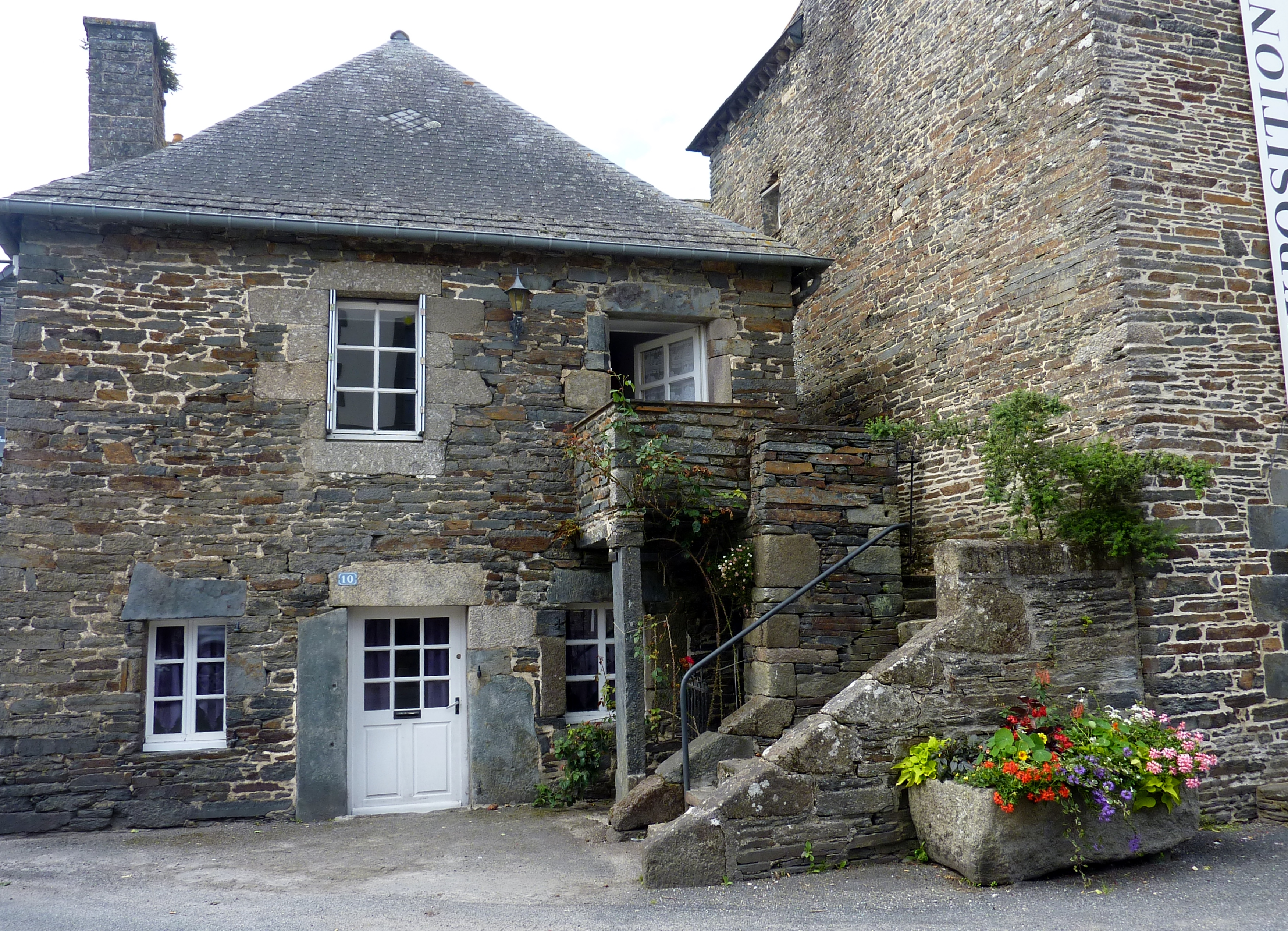
Bourg de Gouarec : maison en schiste avec escalier extérieur.

- Monument aux morts réalisé par Jules Charles le Bozec en 1947 (modèle Émilie Le Coq de Mellionnec).
- Monastère Sainte-Thérèse d'Avila, communauté de sœurs hospitalières Augustines fondée en 1825, elle appartient à la Congrégation des Augustines de la Miséricorde de Jésus.

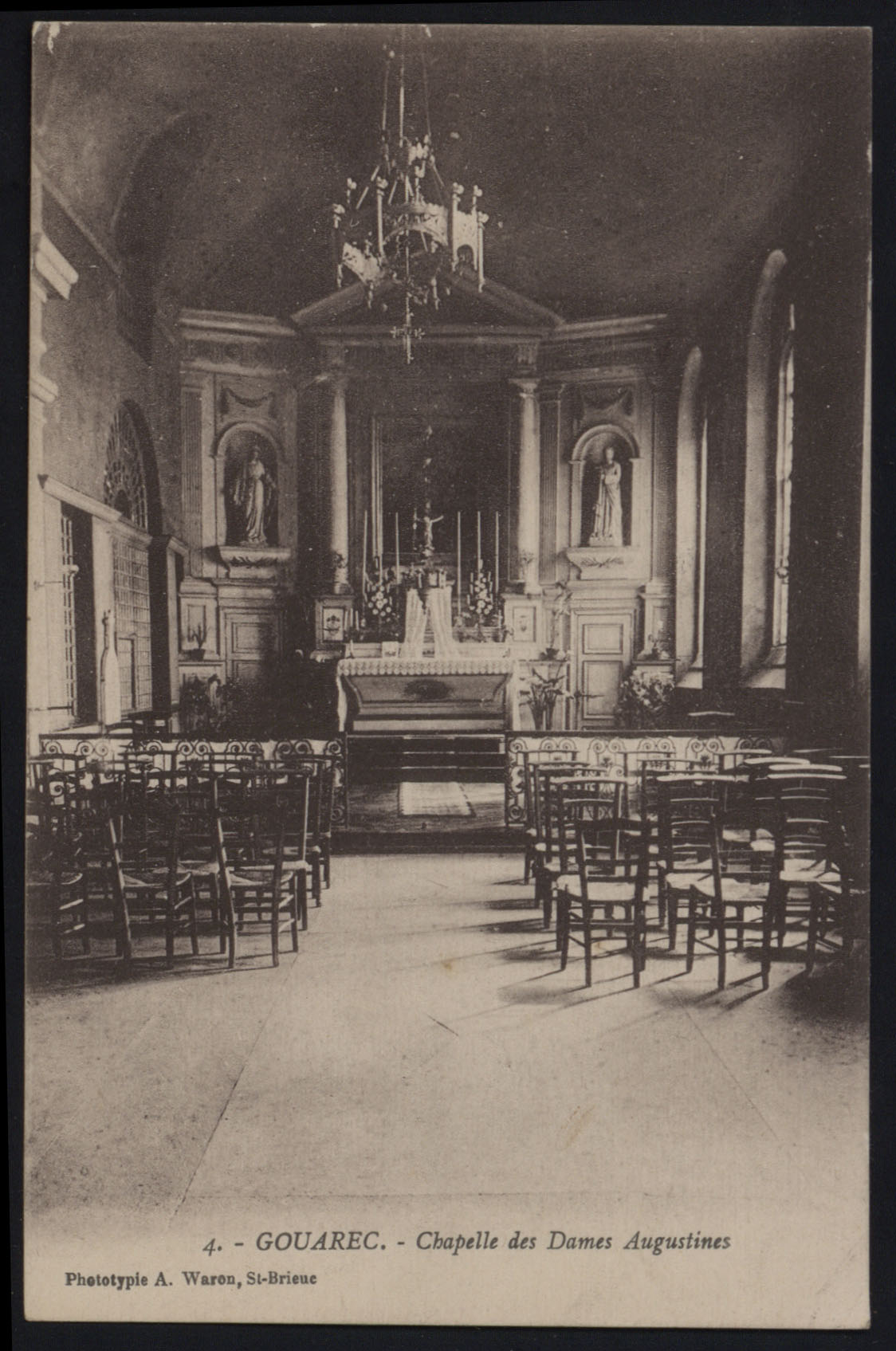
Chapelle du couvent des Augustines (carte postale, vers 1925).
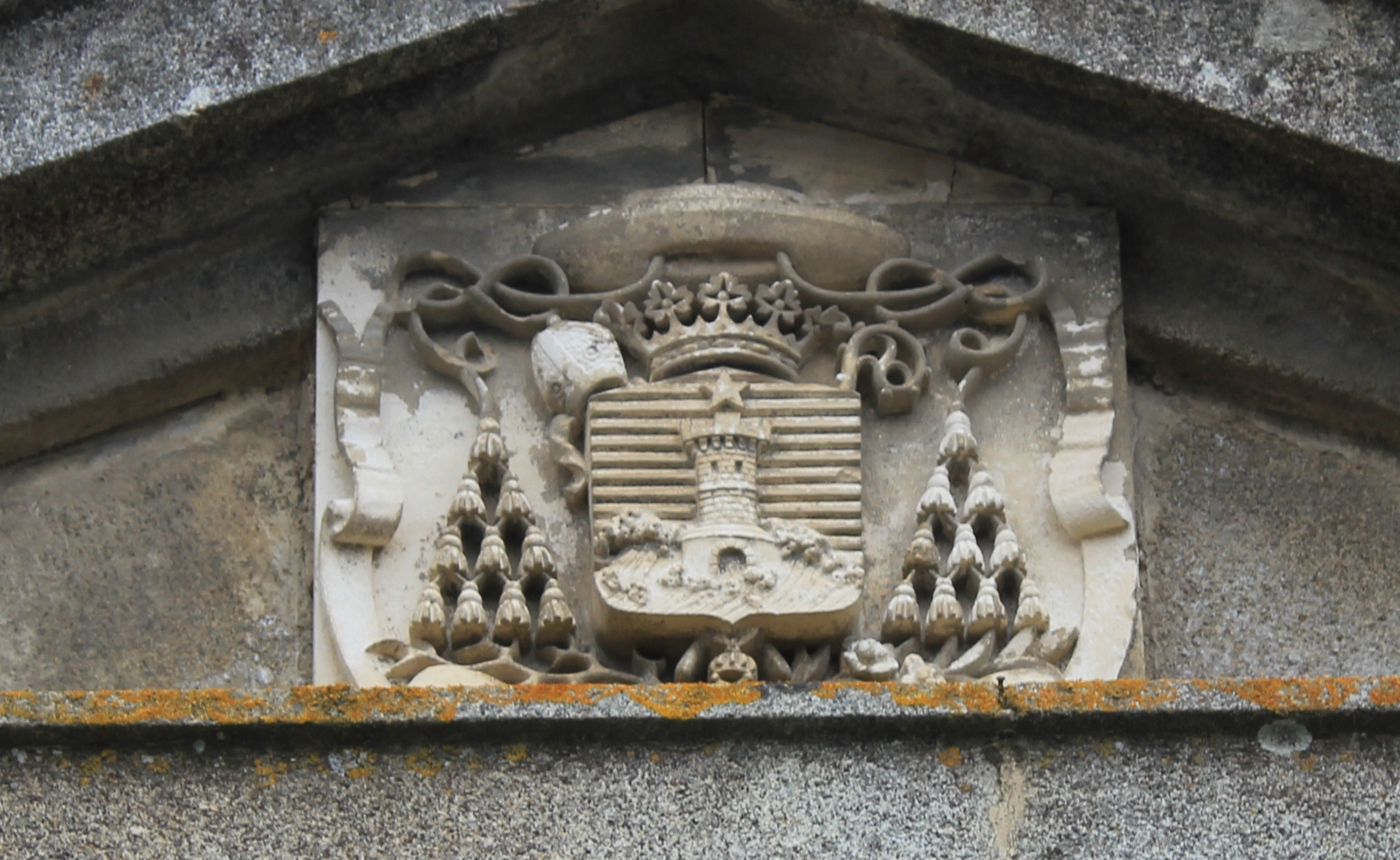
Blason du couvent des Dames Augustines.

- Maisons éclusières sur le canal de Nantes à Brest (en Plélauff, mais à la limite de Gouarec) : la Villeneuve[50].

## Personnalités liées à la commune
- Saint Samson (480-565) : il serait né soit à Gouarec[réf. nécessaire], soit dans le Pays de Galles. Fondateur de l'abbaye de Dol-de-Bretagne et premier évêque de Dol, il est l'un des sept saints fondateurs de la Bretagne.
- Yves Marie Audrein (1741-1800) : prêtre né à Gouarec le 14 octobre 1741, député à l'Assemblée législative et à la Convention nationale, évêque constitutionnel du Finistère, il vota la mort de Louis XVI et fut assassiné par les Chouans à Kerfeunteun, aujourd'hui un quartier de Quimper (Finistère).
- Guillaume Racinet, homme politique né le 1er janvier 1788 à Gouarec  et décédé le 1er septembre 1880 à Gouarec (Côtes-du-Nord).
- Charles Filiger, membre de l'école de Pont Aven, avait fréquenté notamment Gauguin et Sérusier à l'auberge du Pouldu. Au mois de septembre 1906, cet homme arrive à Gouarec et s'installe dans une modeste auberge derrière les Halles. Il aime la solitude et après avoir découvert Gouarec, apprécie le bourg ainsi que l'univers verdoyant qui l'entoure. Son séjour s'achève en juin 1909. Il quitte définitivement Gouarec, après le vol de son tableau préféré. On ne lui connaît aucune œuvre particulière de son passage en Pays Fànch, par contre il décora des écuelles de bois (voir une biographie dans www.charles-filiger.fr).
- Pierre Le Moign' (1913-1974), né à Gouarec, résistant pendant la Seconde Guerre mondiale, plusieurs fois évadé, responsable de réseau, compagnon de la Libération.
- Georges-Paul Wagner (1921-2006) : avocat et homme politique d'extrême-droite, député des Yvelines, possédait une grand-mère gouarécaine : Marie-Catherine Le Couail (1851-), épouse de M. Charles-Émile Wagner. La sépulture Le Couail-Wagner est encore visible dans le cimetière communal.
- Marie Antoinette Cojean (1914-1986) : née à Gouarec, secrétaire de Pierre-Marcel Wiltzer et résistante. C'est elle qui prévient Sabine Zlatin, par un télégramme, de la Rafle des Enfants d'Izieu.

## Vie locale
D'autres lieux contribuent à l'animation de Gouarec : les deux terrains de camping dont l'un, situé sur la commune de Plelauff, est uniquement réservé aux campings-cars, le mini-golf près de l'ancien « Hôtel du Blavet », la galerie d'art contemporain (ouverte de façon ponctuelle), face à la Halle.
Le club des passionnés de navigation sur le canal de Nantes à Brest a construit une grande barque en bois qui a été mise à l'eau en avril 2022.